# Korona królów
Korona królów (w seriach 4–5 jako Korona królów. Jagiellonowie) – polska telenowela historyczna emitowana na antenie TVP1 w latach 2018–2020 i 2023–2024, opowiadająca o monarchii w Polsce pod panowaniem kolejno: ostatnich Piastów, Andegawenów i pierwszych Jagiellonów w XIV i XV wieku. 
W 2024 roku powstała kontynuacja serialu, zatytułowana Królowie. Jej pierwszy odcinek nadano 18 grudnia 2024 roku. Seria liczy 80 odcinków, które z założenia kończą cykl seriali poświęconych władcom Polski. Telewizja Polska poinformowała, że nie zamierza produkować kolejnych odcinków.

## Fabuła

### Seria 1

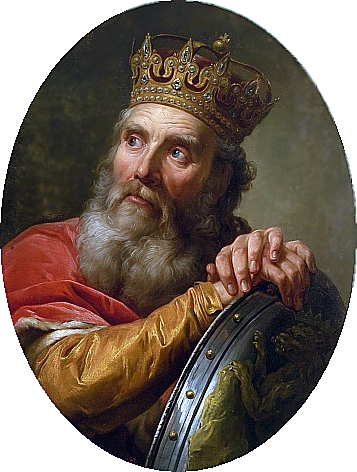
Kazimierz Wielki z pocztu królów polskich, autor Marcello Bacciarelli

Pierwsza seria przedstawia wydarzenia z lat 1325–1339, ukazując ostatnie lata panowania króla Władysława Łokietka i początki rządów Kazimierza Wielkiego; skupia się głównie na pierwszym małżeństwie tego drugiego z królową Aldoną Anną Giedyminówną oraz relacjach z matką, królową Jadwigą Kaliską. Ukazane zostają pierwsze chwile panowania młodego Kazimierza, małżeństwo, stosunki z Litwą i Węgrami, a także polityka dyplomatyczna Królestwa za czasów panowania młodego króla, zjazdy wyszehradzkie, konflikt Kazimierza z biskupem Grotem, czy proces warszawski z Krzyżakami. Również dalsze losy matki króla – Jadwigi Kaliskiej po wstąpieniu do zakonu klarysek, są głównymi wątkami serii. Akcja finałowego odcinka ma miejsce 10 grudnia 1339 roku. Serię kończy śmierć matki Kazimierza.

### Seria 2

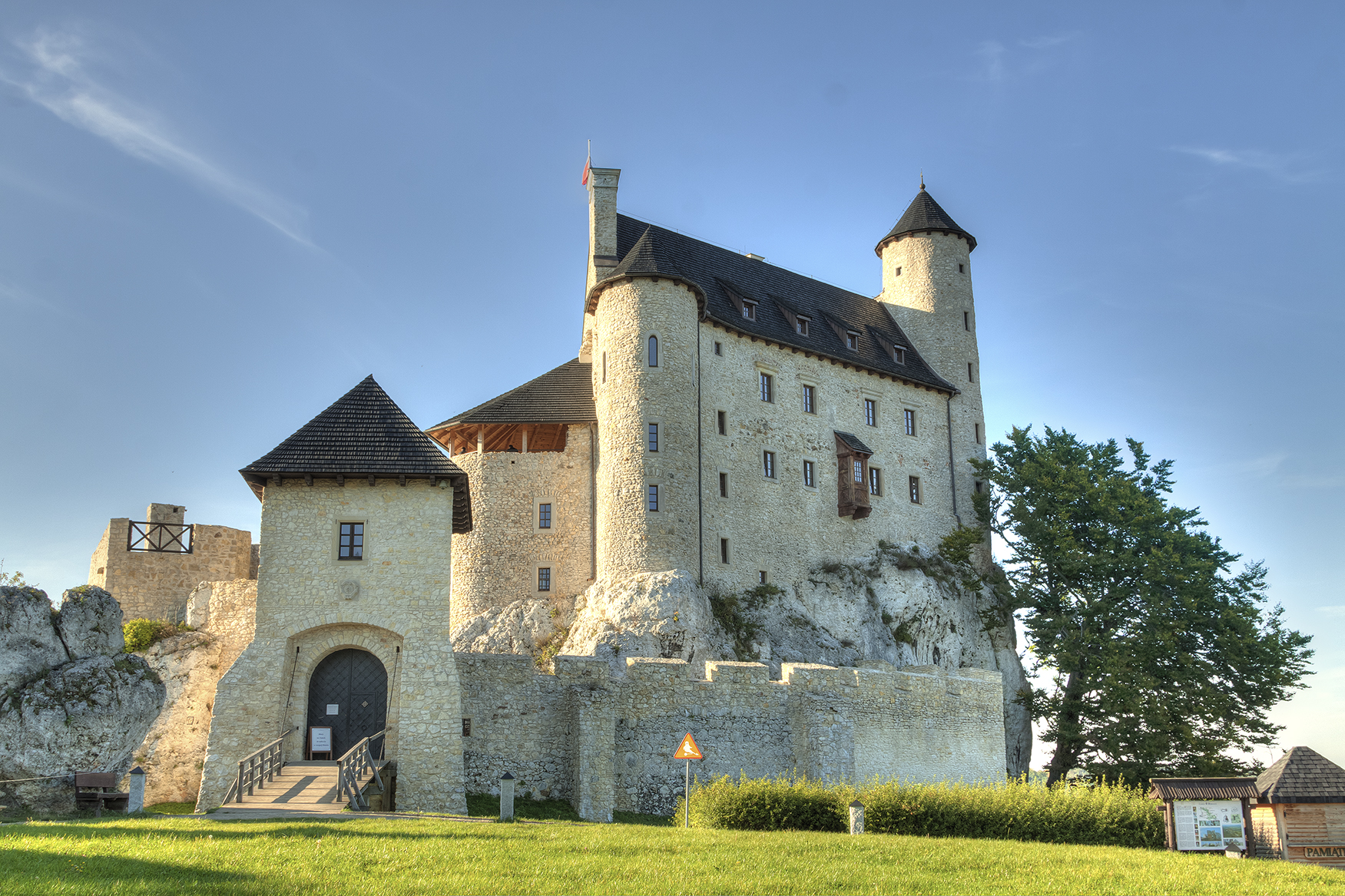
Zamek w Bobolicach, na terenie którego zrealizowano część zdjęć. „Gra” XIV-wieczny Wawel w serialu.

Druga seria obejmuje wydarzenia z lat 1342–1370 i skupia się na trzech głównych wątkach, ukazujących dwory: wawelski, wyszehradzki i świdnicki. Historia Kazimierza Wielkiego, jego drugiej żony królowej Adelajdy Heskiej, oraz dworu rozszerzona zostaje o wątki skupiające się na losach jego siostry królowej Węgier, Elżbiety Łokietkówny i jej syna króla Ludwika Węgierskiego, oraz siostrzeńca, Bolka II Małego – księcia świdnickiego, jego żony księżnej Agnieszki Habsburżanki i bratanicy Anny Świdnickiej, przyszłej cesarzowej. Seria zgłębia tajniki małżeństwa Kazimierza z Adelajdą Heską, jego stosunek do nowej żony, a także zdesperowanego władcę, który za wszelką cenę pragnie spłodzić męskiego potomka, który w przyszłości miałby panować w Królestwie, a także późniejsze losy Adelajdy na wygnaniu i jej walkę o swoje prawa, a także okoliczności zawarcia dwóch bigamicznych małżeństw króla z czeską mieszczką Krystyną Rokiczaną i księżniczką żagańską Jadwigą. Ukazuje również małżeństwa córek Kazimierza z pierwszego małżeństwa – Kunegundy i Elżbiety, a także m.in. długotrwałe pertraktacje z Krzyżakami, zakończone zawarciem pokoju wieczystego w Kaliszu, odzyskanie Wschowy, czy wojnę polsko-czeską i oblężenie Krakowa. A także konflikt na Śląsku, wojny Polski i Węgier z Litwą o Ruś, spór króla z biskupem Bodzętą, ucztę u Wierzynka, czy założenie Akademii Krakowskiej. Akcja finałowego odcinka rozgrywa się w roku 1374, w którym na świat przychodzi Jadwiga Andegaweńska, a król Ludwik wydaje przywilej koszycki, by w przyszłości jego córka zasiadła na polskim tronie.

### Seria 3

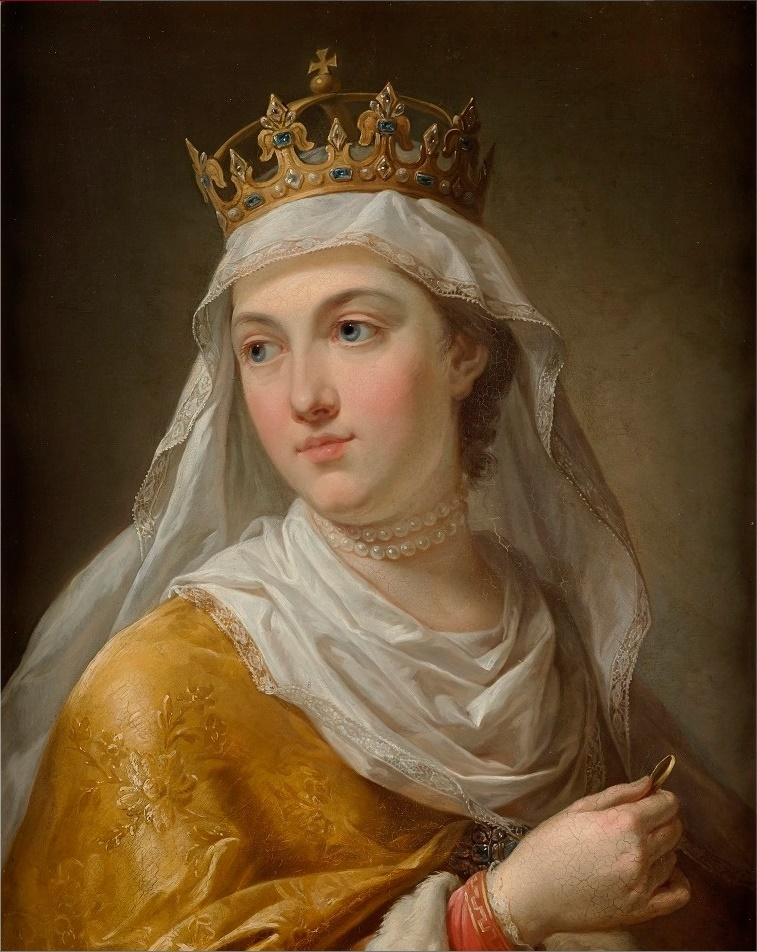
Jadwiga Andegaweńska z pocztu królów polskich, autor Marcello Bacciarelli

Trzecia seria opowiada o panowaniu Andegawenów w Polsce. Akcja obejmuje lata 1376–1399, rozpoczyna się na przełomie 1376 i 1377 roku za panowania Ludwika Węgierskiego. Ukazane zostają ostatnie lata jego panowania, a także ostatnie chwile regencji jego matki Elżbiety w Królestwie Polskim, oraz bezkrólewie i skomplikowana droga do tronu jego córki. Seria zgłębia życie i panowanie królowej Jadwigi Andegaweńskiej, koronowanej w 1384 roku na króla Polski. Jednym z głównych wątków jest jej relacja z księciem Wilhelmem Habsburgiem oraz małżeństwo z księciem litewskim, Władysławem Jagiełłą. Ukazane zostają kolejne etapy życia Jadwigi: dzieciństwo w Budzie, pobyt na wiedeńskim dworze, jej samodzielne panowanie oraz wspólne z Władysławem Jagiełłą. Ponadto działalność charytatywna, kulturalna i naukowa. Jednym z ważniejszych wątków serii jest także chrystianizacja Litwy. Ukazane zostają również m.in. wojna domowa na Litwie, wyprawa Jadwigi na Ruś, plotki rozsiewane przez Gniewosza z Dalewic, Wilhelma i Krzyżaków wymierzone w unię polsko-litewską, starania królowej o odnowienie Akademii Krakowskiej, czy konflikt Jadwigi i Jagiełły z Władysławem Opolczykiem. Serię kończy śmierć królowej Jadwigi, a w finałowym odcinku, ukazany zostaje jej pogrzeb.

### Seria 4 (Jagiellonowie – seria 1)
Czwarta seria obejmuje lata 1399–1420 i skupia się na panowaniu Władysława II Jagiełły. Akcja zaczyna się dwa miesiące po śmierci królowej Jadwigi, gdy pogrążony w żałobie Jagiełło rozważa powrót na Litwę. Aby zatrzymać władcę na tronie, możni aranżują jego małżeństwo z wnuczką Kazimierza Wielkiego – Anną Cylejską. Narzeczona nie przypada królowi do gustu, więc odsyła ją do klasztoru, by uczyła się języka polskiego. W tym samym czasie narasta konflikt z Zakonem Krzyżackim, prowadzący do bitwy pod Grunwaldem w 1410 roku. Sezon ukazuje również relacje Jagiełły z bratem stryjecznym Witoldem, wielkim księciem litewskim i buntowniczym bratem Świdrygiełłą, jak również trzecie małżeństwo króla z owdowiałą Elżbietą Granowską, której śmierć w 1420 roku zwieńczyła serię.

### Seria 5 (Jagiellonowie – seria 2)
Piąta seria obejmie wydarzenia z lat 1420–1440. Akcja rozpoczyna się kilka miesięcy po finale poprzedniej serii. Owdowiały po raz trzeci król Władysław II Jagiełło jest niechętny kolejnemu ożenkowi. Za namową wielkiego księcia Witolda decyduje się jednak poślubić młodą Sonkę Holszańską, która po przejściu na katolicyzm przyjmuje imię Zofia. Na świat przyjdzie jego trzech synów: Władysław, Kazimierz i Kazimierz Andrzej. W tle będzie narastał konflikt między młodą królową a jej pasierbicą królewną Jadwigą Jagiellonką oraz uczucie pomiędzy Zofią a Janem Hinczą. Po śmierci Jagiełły owdowiała królowa Zofia będzie musiała podjąć walkę z kamarylą dworską o tron dla swoich synów. Dojdzie do konfliktu z biskupem Zbigniewem Oleśnickim o regencję za rządów młodego króla Władysława III. Sezon zakończy wyjazd młodego Jagiellończyka na Węgry.

## Obsada

### Królowie i królowe Polski
| Aktor                     | Rola                             | Opis | Seria |
| ------------------------- | -------------------------------- | --- | ----- |
| Wiesław Wójcik            | Król Władysław I Łokietek        | Zjednoczyciel Królestwa Polskiego. Ojciec Kazimierza Wielkiego, Elżbiety Łokietkówny i Kunegundy Łokietkówny.                                                     | 1–2   |
| Halina Łabonarska         | Królowa Jadwiga Bolesławówna     | Żona Władysława Łokietka i królowa Polski. Matka Kazimierza Wielkiego, Elżbiety Łokietkówny i Kunegundy Łokietkówny.                                              | 1–3   |
| Mateusz Król              | Król Kazimierz III Wielki        | Ostatni król Polski z dynastii Piastów, syn Władysława Łokietka i Jadwigi Bolesławówny.                                                                           | 1     |
| Andrzej Hausner           | Król Kazimierz III Wielki        | Ostatni król Polski z dynastii Piastów, syn Władysława Łokietka i Jadwigi Bolesławówny.                                                                           | 2–3   |
| Marta Bryła               | Królowa Aldona Anna Giedyminówna | Pierwsza żona Kazimierza Wielkiego. Księżniczka litewska i królowa Polski.                                                                                        | 1–2   |
| Aleksandra Przesław       | Królowa Adelajda Heska           | Druga żona Kazimierza Wielkiego. Księżniczka heska i królowa Polski.                                                                                              | 2     |
| Aleksandra Nowosadko      | Królowa Jadwiga żagańska         | Czwarta i ostatnia żona Kazimierza Wielkiego. Księżniczka żagańska i królowa Polski.                                                                              | 2     |
| Katarzyna Czapla          | Królowa Elżbieta Łokietkówna     | Siostra Kazimierza Wielkiego i matka Ludwika Węgierskiego. Babka Jadwigi Andegaweńskiej. Królowa Węgier i „starsza królowa Polski”. Regentka Królestwa Polskiego. | 1-3   |
| Kamil Siegmund            | Król Ludwik Węgierski            | Syn Elżbiety Łokietkówny i Karola Roberta. Ojciec Jadwigi Andegaweńskiej, Marii Andegaweńskiej i Katarzyny Andegaweńskiej. Król Węgier i Polski.                  | 2–3   |
| Jan Hrynkiewicz           | Król Ludwik Węgierski            | Syn Elżbiety Łokietkówny i Karola Roberta. Ojciec Jadwigi Andegaweńskiej, Marii Andegaweńskiej i Katarzyny Andegaweńskiej. Król Węgier i Polski.                  | 2     |
| Filip Pilarski            | Król Ludwik Węgierski            | Syn Elżbiety Łokietkówny i Karola Roberta. Ojciec Jadwigi Andegaweńskiej, Marii Andegaweńskiej i Katarzyny Andegaweńskiej. Król Węgier i Polski.                  | 2     |
| Filip Dziwiszek           | Król Ludwik Węgierski            | Syn Elżbiety Łokietkówny i Karola Roberta. Ojciec Jadwigi Andegaweńskiej, Marii Andegaweńskiej i Katarzyny Andegaweńskiej. Król Węgier i Polski.                  | 1     |
| Małgorzata Buczkowska     | Królowa Elżbieta Bośniaczka      | Druga żona Ludwika Węgierskiego i matka Jadwigi Andegaweńskiej, królowa Węgier i niekoronowana królowa Polski.                                                    | 3     |
| Dagmara Bryzek            | Królowa Jadwiga Andegaweńska     | Córka Ludwika Węgierskiego i Elżbiety Bośniaczki. Wnuczka Elżbiety Łokietkówny i prawnuczka Władysława Łokietka i Jadwigi Kaliskiej. Koronowana na króla Polski.  | 3–4   |
| Amelia Zawadzka           | Królowa Jadwiga Andegaweńska     | Córka Ludwika Węgierskiego i Elżbiety Bośniaczki. Wnuczka Elżbiety Łokietkówny i prawnuczka Władysława Łokietka i Jadwigi Kaliskiej. Koronowana na króla Polski.  | 3     |
| Natalia Wolska            | Królowa Jadwiga Andegaweńska     | Córka Ludwika Węgierskiego i Elżbiety Bośniaczki. Wnuczka Elżbiety Łokietkówny i prawnuczka Władysława Łokietka i Jadwigi Kaliskiej. Koronowana na króla Polski.  | 3     |
| Sebastian Skoczeń         | Król Władysław II Jagiełło       | Syn Olgierda Giedyminowica i Julianny Twerskiej, wnuk Giedymina. Wielki książę litewski, iure uxoris król Polski jako mąż Jadwigi Andegaweńskiej.                 | 4–5   |
| Wasyl Wasyłyk             | Król Władysław II Jagiełło       | Syn Olgierda Giedyminowica i Julianny Twerskiej, wnuk Giedymina. Wielki książę litewski, iure uxoris król Polski jako mąż Jadwigi Andegaweńskiej.                 | 3     |
| Bruno Rajski              | Król Władysław II Jagiełło       | Syn Olgierda Giedyminowica i Julianny Twerskiej, wnuk Giedymina. Wielki książę litewski, iure uxoris król Polski jako mąż Jadwigi Andegaweńskiej.                 | 2     |
| Franciszek Kalinowski     | Król Władysław II Jagiełło       | Syn Olgierda Giedyminowica i Julianny Twerskiej, wnuk Giedymina. Wielki książę litewski, iure uxoris król Polski jako mąż Jadwigi Andegaweńskiej.                 | 4     |
| Milena Staszuk            | Królowa Anna Cylejska            | Druga żona Władysława II Jagiełły i matka Jadwigi Jagiellonki. | 4-5   |
| Karolina Chapko           | Królowa Elżbieta Granowska       | Trzecia żona Władysława II Jagiełły. | 3     |
| Karolina Porcari          | Królowa Elżbieta Granowska       | Trzecia żona Władysława II Jagiełły. | 4-5   |
| Maria Pawłowska           | Królowa Zofia Holszańska         | Czwarta żona Władysława II Jagiełły i matka Władysława III Warneńczyka i Kazimierza IV Jagiellończyka.                                                            | 5     |
| Wiktor Bałtaki            | Król Władysław III Warneńczyk    | Syn Władysława II Jagiełły i Zofii Holszańskiej. Król Polski i Węgier.                                                                                            | 5     |
| Kamil Winerowicz - Stanik | Król Władysław III Warneńczyk    | Syn Władysława II Jagiełły i Zofii Holszańskiej. Król Polski i Węgier.                                                                                            | 5     |
| Leo Calderin Perez        | Król Władysław III Warneńczyk    | Syn Władysława II Jagiełły i Zofii Holszańskiej. Król Polski i Węgier.                                                                                            | 5     |
| Aleks Wojtkowski          | Król Władysław III Warneńczyk    | Syn Władysława II Jagiełły i Zofii Holszańskiej. Król Polski i Węgier.                                                                                            | 5     |
| Kacper Koter-Nastaga      | Król Władysław III Warneńczyk    | Syn Władysława II Jagiełły i Zofii Holszańskiej. Król Polski i Węgier.                                                                                            | 5     |
| Maksymilian Zieliński     | Król Władysław III Warneńczyk    | Syn Władysława II Jagiełły i Zofii Holszańskiej. Król Polski i Węgier.                                                                                            | 5     |
| Fabian Małkiewicz         | Król Kazimierz IV Jagiellończyk  | Syn Władysława II Jagiełły i Zofii Holszańskiej. Król Polski i Wielki książę litewski.                                                                            | 5     |
| Paweł Hrab                | Król Kazimierz IV Jagiellończyk  | Syn Władysława II Jagiełły i Zofii Holszańskiej. Król Polski i Wielki książę litewski.                                                                            | 5     |
| Borys Bartłomiejczyk      | Król Kazimierz IV Jagiellończyk  | Syn Władysława II Jagiełły i Zofii Holszańskiej. Król Polski i Wielki książę litewski.                                                                            | 5     |

### Rodzina królewska
| Aktor                     | Rola                             | Opis | Seria            |
| Dynastia Piastów          | Dynastia Piastów                 | Dynastia Piastów | Dynastia Piastów |
| ------------------------- | -------------------------------- | --- | ---------------- |
| Marta Wiśniewska          | Królewna Elżbieta Kazimierzówna  | Córka Kazimierza Wielkiego i Aldony Anny Giedyminówny. Królewna polska i księżna pomorska. Żona Bogusława V Pomorskiego.                                                                      | 2                |
| Gabriela Świerczyńska     | Królewna Elżbieta Kazimierzówna  | Córka Kazimierza Wielkiego i Aldony Anny Giedyminówny. Królewna polska i księżna pomorska. Żona Bogusława V Pomorskiego.                                                                      | 1                |
| Julia Młynarczyk          | Królewna Elżbieta Kazimierzówna  | Córka Kazimierza Wielkiego i Aldony Anny Giedyminówny. Królewna polska i księżna pomorska. Żona Bogusława V Pomorskiego.                                                                      | 1                |
| Martyna Dudek             | Królewna Kunegunda Kazimierzówna | Córka Kazimierza Wielkiego i Aldony Anny Giedyminówny. Królewna polska i elektorowa brandenburska. Żona Ludwika Bawarskiego.                                                                  | 2                |
| Emilia Rostek             | Królewna Kunegunda Kazimierzówna | Córka Kazimierza Wielkiego i Aldony Anny Giedyminówny. Królewna polska i elektorowa brandenburska. Żona Ludwika Bawarskiego.                                                                  | 1                |
| Wiktoria Zembrzycka       | Królewna Kunegunda Kazimierzówna | Córka Kazimierza Wielkiego i Aldony Anny Giedyminówny. Królewna polska i elektorowa brandenburska. Żona Ludwika Bawarskiego.                                                                  | 1                |
| Maria Gładkowska          | Księżna Anna Kazimierzówna       | Córka Kazimierza Wielkiego i Jadwigi żagańskiej, matka Anny Cylejskiej. Hrabina Cejle, następnie księżna Teck.                                                                                | 4                |
| Anna Grycewicz            | Księżna Kunegunda Łokietkówna    | Siostra Kazimierza Wielkiego i matka Bolka Małego. Księżna świdnicka. | 1                |
| Zbigniew Suszyński        | Książę Władysław Opolczyk        | Wnuk Kunegundy Łokietkówny. Palatyn węgierski, wielkorządca Królestwa Polskiego, namiestnik Rusi Halickiej                                                                                    | 3                |
| Grażyna Szapołowska       | Księżna Eufemia mazowiecka       | Druga żona Władysława Opolczyka. Księżna opolska. | 3                |
| Andrzej Popiel            | Książę Bolko II Mały             | Syn Kunegundy Łokietkówny. Książę świdnicko-jaworski. | 1–2              |
| Ewelina Pankowska         | Księżna Agnieszka Habsburżanka   | Żona Bolka II Małego. Księżna świdnicko-jaworska. | 1–2              |
| Michał Wolny              | Książę Henryk II Świdnicki       | Brat Bolka II Małego. Ojciec Anny Świdnickiej. Książę świdnicki. | 2                |
| Natalia Wolska            | Cesarzowa Anna Świdnicka         | Córka Henryka II Świdnickiego. Wychowanka Bolka II Małego. Trzecia żona Karola IV Luksemburskiego. Cesarzowa rzymska, królowa czeska i księżniczka świdnicka.                                 | 2                |
| Julia Gawrysiuk           | Cesarzowa Anna Świdnicka         | Córka Henryka II Świdnickiego. Wychowanka Bolka II Małego. Trzecia żona Karola IV Luksemburskiego. Cesarzowa rzymska, królowa czeska i księżniczka świdnicka.                                 | 2                |
| Maciej Pesta              | Książę Siemowit IV Mazowiecki    | Mąż Aleksandy Olgierdówny. Książę mazowiecki i pretendent do polskiego tronu. | 3                |
| Dariusz Wiktorowicz       | Książę Siemowit IV Mazowiecki    | Mąż Aleksandy Olgierdówny. Książę mazowiecki i pretendent do polskiego tronu. | 4–5              |
| Jakub Szlachetka          | Książę Siemowit V Mazowiecki     | Syn Siemowita IV i Aleksandry Olgierdówny. | 4                |
| Kamil Rodek               | Książę Siemowit V Mazowiecki     | Syn Siemowita IV i Aleksandry Olgierdówny. | 5                |
| Aniela Płudowska          | Księżniczka Cymbarka Mazowiecka  | Córka Siemowita IV i Aleksandry Olgierdówny, żona Ernesta Żelaznego | 4                |
| Marcin Dąbrowski          | Książę Kazimierz III bełski      | Syn Siemowita IV i Aleksandry Olgierdówny. | 5                |
| Filip Łeszega             | Książę Trojden II                | Syn Siemowita IV i Aleksandry Olgierdówny. | 5                |
| Wiktoria Gąsiewska        | Księżniczka Eufemia Mazowiecka   | Córka Bolesława Januszowica i Anny Fiodorówny. | 5                |
| Aleksander Spisak         | Książę Bolesław IV Warszawski    | Syn Bolesława Januszowica i Anny Fiodorówny. Książę warszawski. | 5                |
| Dorota Kuduk              | Księżna Konstancja Świdnicka     | Córka Kunegundy Łokietkówny. Księżniczka świdnicka i księżna głogowska. | 1                |
| Ireneusz Pastuszak        | Książę Przemysł Sieradzki        | Bratanek Władysława Łokietka. Książę Sieradza. | 1                |
| Jan Wieczorkowski         | Książę Władysław Garbaty         | Bratanek Władysława Łokietka. Książę Łęczycy. | 1                |
| Przemysław Furdak         | Książę Henryk V Żelazny          | Ojciec Jadwigi Żagańskiej. Książę Żagania. | 2                |
| Konrad Wosik              | Książę Henryk mazowiecki         | Przyrodni brat Siemowita IV Mazowieckiego. Mąż Ryngałły Anny Kiejstutówny. | 3                |
| Damian Sosnowski          | Książę Bernard niemodliński      | Bratanek Władysława Opolczyka | 3                |
| Marek Siudym              | Książę Henryk I Jaworski         | Stryj Bolka II Małego. Książę Jawora. | 2                |
| Adam Turczyk              | Książę Bogusław V Pomorski       | Mąż Elżbiety Kazimierzówny. Ojciec Kaźka IV. Książę pomorski. | 2                |
| Miłosz Kwiecień           | Książę Kaźko IV Słupski          | Wnuk Kazimierza Wielkiego, syn Elżbiety Kazimierzówny i Bogusława V. Książę pomorski. | 2                |
| Krzysztof Rogucki         | Książę Kaźko IV Słupski          | Wnuk Kazimierza Wielkiego, syn Elżbiety Kazimierzówny i Bogusława V. Książę pomorski. | 2                |
| Piotr Jeleń               | Książę Ludwig VI Wittelsbach     | Mąż Kunegundy Kazimierzówny. Elektor Brandenburgii. | 2                |
| Damian Kulec              | Książę Warcisław V Pomorski      | Brat Bogusława V Pomorskiego. Książę pomorski. | 2                |
| Wojciech Starostecki      | Książę Janusz I Mazowiecki       | Syn Siemowita III i Eufemii opawskiej | 4                |
| Dynastia Andegawenów      |                                  | |                  |
| Olga Madejska             | Królowa Maria Andegaweńska       | Córka Ludwika Andegaweńskiego i Elżbiety Bośniaczki. Siostra Jadwigi Andegaweńskiej i Katarzyny Andegaweńskiej. Królowa Węgier i Chorwacji. Koronowana na króla.                              | 3                |
| Justyna Zielska           | Królowa Maria Andegaweńska       | Córka Ludwika Andegaweńskiego i Elżbiety Bośniaczki. Siostra Jadwigi Andegaweńskiej i Katarzyny Andegaweńskiej. Królowa Węgier i Chorwacji. Koronowana na króla.                              | 3                |
| Nadia Gałzińska           | Królowa Maria Andegaweńska       | Córka Ludwika Andegaweńskiego i Elżbiety Bośniaczki. Siostra Jadwigi Andegaweńskiej i Katarzyny Andegaweńskiej. Królowa Węgier i Chorwacji. Koronowana na króla.                              | 3                |
| Antonina Litwiniak        | Królewna Katarzyna Andegaweńska  | Córka Ludwika Andegaweńskiego i Elżbiety Bośniaczki. Siostra Jadwigi Andegaweńskiej i Marii Andegaweńskiej. Królewna węgierska i polska.                                                      | 3                |
| Bartłomiej Zieliński      | Królewicz Andrzej Andegaweński   | Syn Elżbiety Łokietkówny i Karola Roberta. Brat Ludwika i Stefana Andegaweńskich. Królewicz węgierski i książę Kalabrii.                                                                      | 1                |
| Wiktor Benicki            | Królewicz Stefan Andegaweński    | Syn Elżbiety Łokietkówny i Karola Roberta, brat Ludwika i Stefana Andegaweńskich. Królewicz węgierski.                                                                                        | 1                |
| Filip Dziwiszek           | Królewicz Stefan Andegaweński    | Syn Elżbiety Łokietkówny i Karola Roberta, brat Ludwika i Stefana Andegaweńskich. Królewicz węgierski.                                                                                        | 2                |
| Jan Heba                  | Król Karol I Robert              | Król Węgier, mąż Elżbiety Łokietkówny. Ojciec Ludwika Węgierskiego i dziadek Jadwigi Andegaweńskiej.                                                                                          | 1                |
| Dynastia Jagiellonów      |                                  | |                  |
| Nadia Hamouda             | Królewna Jadwiga Jagiellonka     | Córka Władysława II Jagiełły i Anny Cylejskiej. | 4                |
| Sofia Kimla               | Królewna Jadwiga Jagiellonka     | Córka Władysława II Jagiełły i Anny Cylejskiej. | 4                |
| Laura Zawadka             | Królewna Jadwiga Jagiellonka     | Córka Władysława II Jagiełły i Anny Cylejskiej. | 4                |
| Maja Szopa                | Królewna Jadwiga Jagiellonka     | Córka Władysława II Jagiełły i Anny Cylejskiej. | 5                |
| Dynastia Habsburgów       |                                  | |                  |
| Kacper Gaduła-Zawratyński | Książę Wilhelm Habsburg          | Narzeczony Jadwigi Andegaweńskiej. Książę austriacki. | 3                |
| Antoni Zakowicz           | Książę Wilhelm Habsburg          | Narzeczony Jadwigi Andegaweńskiej. Książę austriacki. | 3                |
| Bruno Tomczyk             | Książę Wilhelm Habsburg          | Narzeczony Jadwigi Andegaweńskiej. Książę austriacki. | 3                |
| Wojciech Niemczyk         | Książę Leopold III Habsburg      | Ojciec Wilhelma Habsburga. Książę austriacki | 3                |
| Patrycja Soliman          | Księżna Viridis Visconti         | Matka Wilhelma Habsburga. Księżniczka mediolańska i księżna austriacka. | 3                |
| Jakub Fret                | Książę Luca Visconti             | Kuzyn Wilhelma Habsburga. Książę włoski. | 3                |
| Jakub Łopatka             | Książę Ernest Żelazny            | Brat Wilhelma Habsburga, mąż Cymbarki Mazowieckiej. Książę austriacki. | 4                |
| Dynastia Giedyminowiczów  |                                  | |                  |
| Bohdan Graczyk            | Wielki książę litewski Giedymin  | Wielki książę litewski, założyciel dynastii Giedyminowiczów. | 1                |
| Wojciech Żołądkowicz      | Książę Olgierd Giedyminowic      | Ojciec Władysława II Jagiełły, syn Giedymina. Wielki książę litewski. | 1–3              |
| Janusz Kruciński          | Książę Olgierd Giedyminowic      | Ojciec Władysława II Jagiełły, syn Giedymina. Wielki książę litewski. | 4–5              |
| Dorota Naruszewicz        | Księżna Julianna Twerska         | Druga żona Olgierda Giedyminowica i matka Władysława Jagiełły. Wielka księżna litewska. | 3                |
| Antoni Sałaj              | Książę Skirgiełło                | Syn Olgierda Giedyminowica i Julianny Twerskiej, brat Władysława Jagiełły. Książę litewski, książę trocki, książę kijowski.                                                                   | 3                |
| Emma Giegżno              | Księżna Aleksandra Olgierdówna   | Córka Olgierda Giedyminowica i Julianny Twerskiej, siostra Władysława Jagiełły. Księżniczka litewska, księżna mazowiecka.                                                                     | 3                |
| Aleksandra Boroń          | Księżna Aleksandra Olgierdówna   | Córka Olgierda Giedyminowica i Julianny Twerskiej, siostra Władysława Jagiełły. Księżniczka litewska, księżna mazowiecka.                                                                     | 3                |
| Agnieszka Wagner          | Księżna Aleksandra Olgierdówna   | Córka Olgierda Giedyminowica i Julianny Twerskiej, siostra Władysława Jagiełły. Księżniczka litewska, księżna mazowiecka.                                                                     | 4–5              |
| Przemysław Kowalski       | Książę Korygiełło                | Syn Olgierda Giedyminowica i Julianny Twerskiej. Brat Władysława Jagiełły. Książę litewski i mścisławski.                                                                                     | 3                |
| Sebastian Śmigielski      | Książę Świdrygiełło              | Syn Olgierda Giedyminowica i Julianny Twerskiej. Brat Władysława Jagiełły. Wielki książę litewski.                                                                                            | 3                |
| Michał Chruściel          | Książę Świdrygiełło              | Syn Olgierda Giedyminowica i Julianny Twerskiej. Brat Władysława Jagiełły. Wielki książę litewski.                                                                                            | 4–5              |
| Weronika Malik            | Księżna Anna Zofia Twerska       | Żona Świdrygiełły. Wielka księżna litewska. | 5                |
| Marian Dworakowski        | Książę Andrzej Olgierdowic       | Syn Olgierda Giedyminowica. Przyrodni brat Władysława Jagiełły. Książę litewski, książę Połocka.                                                                                              | 3                |
| Jakub Mazurek             | Książę Kiejstut Giedyminowic     | Stryj Władysława Jagiełły, Skirgiełły, Korygiełły, Świdrygiełły, Wigunta, Marii i Aleksandry; brat Olgierda Giedyminowica i Aldony Anny Giedyminówny. Wielki książę litewski i książę trocki. | 1–3              |
| Ihor Aronov               | Książę Witold Kiejstutowicz      | Syn Kiejstuta Giedyminowica i Biruty. Kuzyn Władysława Jagiełły, Marii, Aleksandry, Świdrygiełły, Skirgiełły, Korygiełły i Wigunta. Wielki książę litewski.                                   | 3                |
| Michał Chorosiński        | Książę Witold Kiejstutowicz      | Syn Kiejstuta Giedyminowica i Biruty. Kuzyn Władysława Jagiełły, Marii, Aleksandry, Świdrygiełły, Skirgiełły, Korygiełły i Wigunta. Wielki książę litewski.                                   | 4–5              |
| Adrianna Kućmierz         | Księżna Anna Światosławowna      | Żona Witolda Kiejstutowicza i matka Zofii Witoldówny. Wielka księżna litewska. | 3                |
| Małgorzata Klara          | Księżna Anna Światosławowna      | Żona Witolda Kiejstutowicza i matka Zofii Witoldówny. Wielka księżna litewska. | 4                |
| Emma Giegżno              | Księżna Julianna Holszańska      | Druga żona Witolda Kiejstutowicza. Wielka księżna litewska. | 4–5              |
| Jakub Kotyński            | Książę Zygmunt Kiejstutowicz     | Syn Kiejstuta Giedyminowica i Biruty. Kuzyn Władysława Jagiełły, młodszy brat księcia Witolda Kiejstutowicza. Wielki książę litewski.                                                         | 5                |
| Blanka Burzyńska          | Księżna Zofia Witoldówna         | Córka Witolda Kiejstutowicza i Anny Światosławowny. Żona Wasyla I, syna wielkiego księcia Dymitra Dońskiego.                                                                                  | 3                |
| Nicole Zarzecka           | Księżna Zofia Witoldówna         | Córka Witolda Kiejstutowicza i Anny Światosławowny. Żona Wasyla I, syna wielkiego księcia Dymitra Dońskiego.                                                                                  | 3                |
| Agata Jakoniuk            | Księżna Zofia Witoldówna         | Córka Witolda Kiejstutowicza i Anny Światosławowny. Żona Wasyla I, syna wielkiego księcia Dymitra Dońskiego.                                                                                  | 4                |
| Maria Bujanowska          | Księżniczka Anna Moskiewska      | Córka Zofii Witoldówny i Wasyla I. | 4                |
| Mikołaj Chrostowski       | Książę Zygmunt Korybutowicz      | Syn Korybuta Olgierdowicza, bratanek Władysława Jagiełły. Książę litewski. | 5                |
| Michał Bajor              | Książę Iwan Bielski              | Syn Włodzimierza Olgierdowicza, bratanek Władysława Jagiełły. Książę litewski, książę bielski.                                                                                                | 5                |
| Sylwia Gliwa              | Księżna Anna Fiodorówna          | Córka Fiodora Olgierdowicza,bratanica Władysława Jagiełły. Księżniczka litewska, księżna mazowiecka.                                                                                          | 5                |
| Natalia Bloch             | Księżniczka Ryngałła Anna        | Córka Kiejstuta, siostra Witolda. Księżniczka litewska. Żona Henryka, księcia mazowieckiego.                                                                                                  | 3                |
| Anna Zalewska             | Księżniczka Maria Olgierdówna    | Córka Olgierda Giedyminowica i Julianny Twerskiej, siostra Władysława Jagiełły, Skirgiełły, Świdrygiełły, Wigunta, Korygiełły i Aleksandry. Księżniczka litewska.                             | 3                |
| Andrey Zhuravsky          | Wojdyłło                         | Bojar litewski. Dawny szwagier Władysława Jagiełły i Skirgiełly. Pierwszy mąż Marii Olgierdówny.                                                                                              | 3                |
| Holszańscy                |                                  | |                  |
| Aleksandra Radwan         | Księżniczka Wasylisa Holszańska  | Najstarsza córka księcia Andrzeja Holszańskiego i księżnej Aleksandry Druckiej. Siostra królowej Zofii Holszańskiej i księżniczki Marii Holszańskiej.                                         | 5                |
| Olga Rayska               | Księżniczka Maria Holszańska     | Najmłodsza córka księcia Andrzeja Holszańskiego i księżnej Aleksandry Druckiej. Siostra królowej Zofii Holszańskiej i księżniczki Wasylisy Holszańskiej                                       | 5                |
| Ilona Wrońska             | Księżna Aleksandra Drucka        | Matka królowej Zofii Holszańskiej, księżniczki Wasylisy Holszańskiej i księżniczki Marii Holszańskiej.                                                                                        | 5                |
| Zbigniew Stryj            | Książę Semen Holszański          | Brat księcia Andrzeja Holszańskiego. Stryj królowej Zofii Holszańskiej, księżniczki Wasylisy Holszańskiej i księżniczki Marii Holszańskiej.                                                   | 5                |
| Adrian Budakow            | Eliasz I Muszatowicz             | Hospodar mołdawski, mąż Marii Holszańskiej, szwagier Władysława Jagiełły i księcia Iwana Bielskiego.                                                                                          | 5                |
| Dynastia Luksemburgów     |                                  | |                  |
| Jan Marczewski            | Cesarz Karol IV Luksemburski     | Mąż Anny Świdnickiej i Elżbiety Pomorskiej. Król Czech i cesarz rzymski. | 1                |
| Saniwoj Król              | Cesarz Karol IV Luksemburski     | Mąż Anny Świdnickiej i Elżbiety Pomorskiej. Król Czech i cesarz rzymski. | 2                |
| Saniwoj Król              | Król Jan Luksemburski            | Ojciec Karola IV Luksemburskiego. Król Czech. | 1                |
| Dominik Mirecki           | Cesarz Zygmunt Luksemburski      | Syn Karola IV Luksemburskiego i Elżbiety Pomorskiej, mąż Marii Andegaweńskiej i Barbary Cylejskiej. Królewicz czeski. Iure uxoris król Węgier i Czech. Cesarz rzymski.                        | 3                |
| Maksymilian Dobrowolski   | Cesarz Zygmunt Luksemburski      | Syn Karola IV Luksemburskiego i Elżbiety Pomorskiej, mąż Marii Andegaweńskiej i Barbary Cylejskiej. Królewicz czeski. Iure uxoris król Węgier i Czech. Cesarz rzymski.                        | 3                |
| Wojan Trocki              | Cesarz Zygmunt Luksemburski      | Syn Karola IV Luksemburskiego i Elżbiety Pomorskiej, mąż Marii Andegaweńskiej i Barbary Cylejskiej. Królewicz czeski. Iure uxoris król Węgier i Czech. Cesarz rzymski.                        | 4–5              |
| Marta Jarczewska          | Cesarzowa Barbara Cylejska       | Druga żona Zygmunta Luksemburskiego, kuzynka Anny Cylejskiej. Cesarzowa rzymska. | 4–5              |
| Dariusz Kordek            | Hrabia Herman II Cylejski        | Stryj Anny Cylejskiej i ojciec Barbary Cylejskiej. | 4                |
| Dynastia Hohenzollernów   |                                  | |                  |
| Mikołaj Wachowski         | Fryderyk II Hohenzollern         | Elektor Brandenburgii. Narzeczony królewny Jadwigi Jagiellonki. | 5                |

### Urzędnicy królewscy, szlachta, rycerze oraz związani z dworem
| Aktor                            | Rola i opis | Seria                            |
| Urzędnicy, rycerze i ich rodziny | Urzędnicy, rycerze i ich rodziny | Urzędnicy, rycerze i ich rodziny |
| -------------------------------- | --- | -------------------------------- |
| Paulina Lasota                   | Cudka z Rzochowa, córka Pełki z Sieciechowa, żona Niemierzy z Gołczy i kochanka króla Kazimierza i matka jego nieślubnych synów                                                           | 1–2                              |
| Joanna Kwiatkowska-Zduń          | Cudka z Rzochowa, córka Pełki z Sieciechowa, żona Niemierzy z Gołczy i kochanka króla Kazimierza i matka jego nieślubnych synów                                                           | 3                                |
| Marcelina Chlebna                | Cudka z Rzochowa, córka Pełki z Sieciechowa, żona Niemierzy z Gołczy i kochanka króla Kazimierza i matka jego nieślubnych synów                                                           | 1                                |
| Adrian Brząkała                  | Pełka Kazimierzowic, nieślubny syn króla Kazimierza i Cudki | 3                                |
| Karol Czajkowski                 | Niemierza Kazimierzowic, nieślubny syn króla Kazimierza i Cudki i mąż Heleny Reibnitz. | 3                                |
| Sławomir Orzechowski             | Spycimir Leliwita, kasztelan krakowski, ojciec Jaśka z Melsztyna | 1–2                              |
| Marcin Rogacewicz                | Jasiek z Melsztyna, rycerz Kazimierza i mąż Ofki, ojciec Spytka z Melsztyna | 1–3                              |
| Wiktoria Wolańska                | Ofka z Książa, żona Jaśka z Melsztyna i matka Jadwigi Melsztyńskiej z Pileckich i Spytka z Melsztyna                                                                                      | 1–2                              |
| Aleksander Kaleta                | Spytek z Melsztyna, syn Jaśka z Melsztyna i Ofki z Książa, mąż dwórki Elżbiety Lackfi. Wojewoda krakowski, następnie kasztelan krakowski.                                                 | 3                                |
| Gabriela Całun                   | Jadwiga Melsztyńska z Pileckich, córka Jaśka z Melsztyna i Ofki z Książa, żona Ottona Pileckiego, matka Elżbietki Granowskiej z Pileckiej oraz matka chrzestna króla Władysława Jagiełły. | 3                                |
| Izabela Noszczyk                 | Bogna z Książa, stryjna Ofki z Książa | 1–2                              |
| Izabela Noszczyk                 | Krystyna Biecka, ochmistrzyni dworu królowej Jadwigi Andegaweńskiej | 3                                |
| Andrzej Mastalerz                | Dymitr z Goraja, podskarbi koronny | 3                                |
| Jadwiga Gryn                     | Beata z Bożego Daru, żona Dymitra z Goraja | 3                                |
| Karina Szafrańska                | Beata z Bożego Daru, żona Dymitra z Goraja | 4                                |
| Aleksandra Sroka                 | Katarzyna Gorajska, córka Dymitra z Goraja i Beaty z Bożego Daru, żona Dobiesława Oleśnickiego                                                                                            | 4                                |
| Katarzyna Anna Dominiak          | Elżbieta Gorajska, córka Dymitra z Goraja i Beaty z Bożego Daru | 4                                |
| Maria Wieczorek                  | Anna Gorajska, córka Dymitra z Goraja i Beaty z Bożego Daru, żona Andrzeja Tęczyńskiego                                                                                                   | 4                                |
| Dariusz Kowalski                 | Gniewosz z Dalewic, podkomorzy | 3                                |
| Tomasz Sapryk                    | Kanclerz Zbigniew ze Szczyrzyca | 1–2                              |
| Agnieszka Mandat                 | Katarzyna Pilecka, żona Spycimira Leliwity, przyjaciółka królowej Jadwigi Kaliskiej i matrona na dworze królowej Aldony Anny i królowej Adelajdy                                          | 1–2                              |
| Andrzej Musiał                   | Sędziwój z Szubina, wojewoda kaliski | 3                                |
| Arkadiusz Detmer                 | Przedbor z Brzezia, marszałek dworu Jadwigi Andegaweńskiej, następnie marszałek króla Władysława Jagiełły                                                                                 | 3                                |
| Mikołaj Drożdż                   | marszałek Zbigniew z Brzezia, syn Przedbora z Brzezia, brat Mścichny i Śmichny | 3                                |
| Marcin Piętowski                 | marszałek Zbigniew z Brzezia, syn Przedbora z Brzezia, brat Mścichny i Śmichny | 4-5                              |
| Aleksandra Nieśpielak            | Felicja, siostra Przedbora z Brzezia, matrona na dworze królowej Jadwigi Andegaweńskiej                                                                                                   | 3                                |
| Michalina Sosna                  | Krystyna Rokiczana, morganatyczna trzecia żona króla Kazimierza Wielkiego | 2                                |
| Piotr Nowak                      | Jan Jura, podkomorzy, kasztelan krakowski, mąż dwórki Jutty | 2                                |
| Leszek Zduń                      | Janko z Czarnkowa, kronikarz | 2                                |
| Violetta Arlak                   | Bożena Tęczyńska, dalsza kuzynka Jana Grota | 1–2                              |
| Wojciech Stolorz                 | Jan z Tarnowa, kuzyn Spytka II z Melsztyna. Starosta Generalny Rusi. | 3                                |
| Adam Szczyszczaj                 | Jan z Tarnowa, kuzyn Spytka II z Melsztyna. Starosta Generalny Rusi. | 4                                |
| Krzysztof Wrona                  | Pełka z Sieciechowa, kasztelan kaliski, ojciec Cudki i mąż Małgorzaty Tęczyńskiej | 1–2                              |
| Piotr Gawron-Jedlikowski         | Niemierza z Gołczy, mąż Cudki, ochmistrz i poseł króla | 1–2                              |
| Piotr Ligienza                   | Mikołaj Ligęza, podczaszy, marszałek dworu, doradca króla, syn Jana Ligęzy | 1–2                              |
| Jacek Kopczyński                 | Grzegorz Nekanda, marszałek dworu, narzeczony Bożeny Tęczyńskiej | 1                                |
| Miron Jagniewski                 | Paszek, sekretarz i siostrzeniec Jana Grota, nauczyciel Anny Świdnickiej | 1–2                              |
| Paulina Kondrak                  | Jagna z Melsztyna, córka Spycimira Leliwity | 1–2                              |
| Marianna Zydek                   | Małgorzata Tęczyńska, córka Bożeny Tęczyńskiej, żona Pełki z Sieciechowa i kochanka króla Kazimierza Wielkiego                                                                            | 1–2                              |
| Piotr Furman                     | Mikołaj z Alwernii, medyk | 3                                |
| Hubert Bronicki                  | Hanul, kupiec, współpracownik Władysława Jagiełły | 3                                |
| Jan Dravnel                      | Edmundas, rycerz Olgierda | 1–2                              |
| Sławomir Holland                 | Podczaszy Jan Ligęza, ojciec Mikołaja Ligęzy | 1                                |
| Jakub Mróz                       | Giovanni, nauczyciel tańca z Włoch, ukochany Jagny | 1                                |
| Hubert Wróblewski                | Karl z Wiesbaden, medyk Adelajdy Heskiej, ukochany Jagny | 2                                |
| Joanna Osyda                     | Jolenta, nieślubna córka Kazimierza Wielkiego, żona rycerza Hasso Wedla | 2                                |
| Blanka Wiatrowska                | Jolenta, nieślubna córka Kazimierza Wielkiego, żona rycerza Hasso Wedla | 1                                |
| Szymon Kołodziej                 | Jan z Kościelca, domniemany syn Kazimierza Wielkiego; szlachcic, mąż Mścichny | 3                                |
| Tomasz Ciachorowski              | Herman z Opatowca, doradca króla Kazimierza Wielkiego, wielkorządca krakowski | 2                                |
| Łukasz Garlicki                  | Klemens z Moskorzewa, kanclerz, ochmistrz dworu Anny Cylejskiej | 3                                |
| Piotr Bąk                        | Klemens z Moskorzewa, kanclerz, ochmistrz dworu Anny Cylejskiej | 4                                |
| Marek Richter                    | Oliwier Ratold, sędzia na dworze węgierskim, doradca królowej Elżbiety Łokietkówny | 2                                |
| Lech Mackiewicz                  | Jan Mądrostka, sędzia | 2                                |
| Mateusz Kmiecik                  | Idzi, podczaszy | 1–2                              |
| Karol Biskup                     | Piotr Szafraniec Senior marszałek, mąż dwórki Ody, ojciec Piotra Szafrańca Juniora | 2                                |
| Bartosz Roch Nowicki             | Piotr Szafraniec Junior, syn Piotra Szafrańca Seniora i dwórki Ody | 3                                |
| Jacek Kopczyński                 | Piotr Szafraniec Junior, syn Piotra Szafrańca Seniora i dwórki Ody | 4-5                              |
| Aleksandra Sierpień              | Konstancja z Szafrańców Koniecpolska, córka Piotra Szafrańca Seniora | 4                                |
| Joanna Zwierzyńska               | Konstancja z Szafrańców Koniecpolska, córka Piotra Szafrańca Seniora | 5                                |
| Rafał Rosiak                     | Trzebor z Kończyska | 1                                |
| Bartosz Adamczyk                 | Krajczy Adam | 1–2                              |
| Bartłomiej Cabaj                 | Andrzej z Tęczyna, syn Bożeny Tęczyńskiej | 2                                |
| Jakub Głukowski                  | Jan z Tęczyna, syn Andrzeja | 3                                |
| Marek Lis-Orłowski               | Jan z Tęczyna, syn Andrzeja | 4                                |
| Jędrzej Jezierski                | Andrzej z Tęczyna, syn Jana | 4                                |
| Jędrzej Jezierski                | Andrzej Tęczyński, syn Andrzeja z Tęczyna | 5                                |
| Michał Sitarski                  | Dobiesław z Kurozwęk, kasztelan wiślicki, szpieg Ludwika Węgierskiego | 2–3                              |
| Mariusz Drężek                   | Krystyn z Ostrowa, ochmistrz dworu królowej Jadwigi Andegaweńskiej | 3                                |
| Jarosław Witaszczyk              | Domarat z Pierzchna, starosta wielkopolski | 3                                |
| Czesław Bogdański                | Mszczuj z Chrzelowa wojewoda sandomierski | 2                                |
| Wiesław Zdanowicz                | Piotr Nosal, kasztelan sandomierski | 2                                |
| Tadeusz Chudecki                 | podskarbi Świętosław Pałuka | 1–2                              |
| Maciej Robakiewicz               | Adam z Książa, opiekun Ofki | 1                                |
| Mateusz Lisiecki-Waligórski      | Mikołaj z Biechowa | 2                                |
| Maciej Grzybowski                | Władysław z Wilhelmowa | 2                                |
| Michał Czachor                   | Otton z Pilczy, syn Katarzyny, starosta Rusi, mąż Jadwigi Melsztyńskiej | 2                                |
| Łukasz Kaczmarek                 | Jan z Oleśnicy | 3                                |
| Jan Naturski                     | Hinczka z Rogowa, podskarbi | 3                                |
| Bogdan Kalus                     | Hinczka z Rogowa, podskarbi | 4                                |
| Łukasz Choroń                    | Stańczyk Świnka | 3                                |
| Łukasz Lewandowski               | Jan Isner | 4                                |
| Robert Jarociński                | Zawisza Czarny z Garbowa, rycerz Władysława Jagiełły i Zygmunta Luksemburskiego | 4-5                              |
| Dawid Czupryński                 | Mszczuj ze Skrzynna, rycerz Władysława Jagiełły | 4-5                              |
| Kacper Młynarkiewicz             | Sambor z Turzy, rycerz Władysława Jagiełły, mąż dwórki Sofii | 4-5                              |
| Maciej Raniszewski               | Zyndram z Maszkowic, rycerz Władysława Jagiełły | 4                                |
| Żaneta Homa                      | Femka, żona Zyndrama | 4-5                              |
| Filip Smoliński                  | Pietrek, przybrany syn Zyndrama i Femki | 4                                |
| Jakub Strach                     | Pietrek, przybrany syn Zyndrama i Femki | 4                                |
| Mateusz Tomaszewski              | Pietrek, przybrany syn Zyndrama i Femki | 5                                |
| Krzysztof Brzazgoń               | Grzymek z Cieślina, kasztelan bydgoski | 4-5                              |
| Mirosław Jękot                   | Kuchmistrz Niemsta | 2                                |
| Mirosław Jękot                   | Jan Naszon z Ostrowiec | 4                                |
| Marcel Opaliński                 | Jakub z Kobylan, rycerz | 4                                |
| Aldona Orman                     | Hanna Kobylańska, matka Jakuba | 4                                |
| Andrzej Baranowski               | Piotr Kmita | 4                                |
| Filip Grycmacher                 | Mikołaj z Chrząstowa, rycerz | 4                                |
| Karol Dziuba                     | Mścisław Awdaniec, mąż dwórki Sofii | 4                                |
| Ernest Nita                      | Dobiesław Oleśnicki, rycerz, mąż Katarzyny Gorajskiej | 4                                |
| Wojciech Cygan                   | Jakusz z Boturzyna, ochmistrz dworu Anny Cylejskiej i Elżbiety Granowskiej | 4                                |
| Kamil Szklany                    | Jan Hińcza z Rogowa syn podskarbiego Hińczki z Rogowa | 5                                |
| Marcin Urbanke                   | Jakub Nadobny z Rogowa młodszy brat Jana Hińczy z Rogowa | 5                                |
| Mateusz Weber                    | marszałek Jan Głowacz Oleśnicki brat kardynała Zbigniewa Oleśnickiego | 5                                |
| Grzegorz Pierczyński             | Henryk Czech, medyk królewski | 5                                |
| Michał Juraszek                  | Jan z Tęczyna, syn Andrzeja z Tęczyna | 5                                |
| Paul Matura                      | Jan Strasz z Kościelnik, szpieg Zygmunta Luksemburskiego | 5                                |
| Adam Rosa                        | Spytek III z Melsztyna, syn Spytka z Melsztyna i Elżbiety Lackfi, przywódca polskich husytów                                                                                              | 5                                |
| Wiktor Korzeniewski              | Wojciech Malski ochmistrz dworu Zofii Holszańskiej, wojewoda łęczycki | 5                                |
| Andrzej Popiel                   | marszałek Wawrzyniec Zaremba z Kalinowy | 5                                |
| Bartosz Obuchowicz               | Jan z Czyżowa | 5                                |
| Jan Jankowski                    | Jan z Czyżowa | 5                                |
| Mikołaj Haręża                   | Jan Taszka Koniecpolski, kanclerz wielki koronny | 5                                |
| Adam Bilewicz                    | Piotr Kurowski młodszy brat arcybiskupa Mikołaja Kurowskiego | 5                                |
| Wacław Warchoł                   | Jan Kraska z Łubnic | 5                                |
| Karol Lelek                      | Dziersław z Rytwian | 5                                |
| Witold Wieliński                 | marszałek Piotr Ryterski | 5                                |
| Duchowieństwo                    | |                                  |
| Robert Gonera                    | Biskup krakowski Jan Grot | 1–2                              |
| Andrzej Deskur                   | Arcybiskup gnieźnieński Jarosław Bogoria | 1–2                              |
| Wenanty Nosul                    | Eliasz, mnich i medyk | 1–2                              |
| Adam Bobik                       | Mnich Wojciech, spowiednik królowej Aldony Anny Giedyminówny i królowej Adelajdy Heskiej                                                                                                  | 1–3                              |
| Marcin Rudziński                 | Arcybiskup gnieźnieński Janisław Korab | 1                                |
| Stanisław Zatłoka                | Biskup krakowski Nankier Kołda | 1                                |
| Artur Dziurman                   | Biskup krakowski Jan Bodzęta z Jankowa herbu Poraj | 2                                |
| Paweł Janyst                     | Arcybiskup gnieźnieński Janusz Suchywilk ze Strzelec, siostrzeniec Jarosława Bogorii, doradca Kazimierza Wielkiego                                                                        | 2–3                              |
| Grzegorz Wons                    | Marcin z Rajska, kanonik Segedynu, mentor króla Ludwika Węgierskiego i Jadwigi Andegaweńskiej                                                                                             | 2–3                              |
| Jan Kowalewski                   | Biskup krakowski Zawisza z Kurozwęk, syn Dobiesława z Kurozwęk | 2–3                              |
| Krzysztof Wach                   | Biskup krakowski Piotr Wysz, doradca Jadwigi Andegaweńskiej | 3                                |
| Lech Mackiewicz                  | Biskup krakowski Piotr Wysz, doradca Jadwigi Andegaweńskiej | 4                                |
| Piotr Dąbrowski                  | Arcybiskup gnieźnieński Bodzanta | 3                                |
| Arkadiusz Cyran                  | Biskup krakowski Jan Radlica, medyk Ludwika Węgierskiego i opiekun Jadwigi Andegaweńskiej                                                                                                 | 3                                |
| Paweł Ciołkosz                   | Stanisław ze Skarbimierza | 3                                |
| Waldemar Barwiński               | Jan Szczekna, spowiednik królowej Jadwigi Andegaweńskiej | 3                                |
| Bohdan Graczyk                   | Henryk Bitterfield, dominikanin i teolog, kierownik duchowy królowej Jadwigi Andegaweńskiej                                                                                               | 3                                |
| Jan Korwin-Kochanowski           | Mateusz z Krakowa, scholastyk | 3                                |
| Marcin Włodarski                 | Arcybiskup Mikołaj Trąba, pierwszy Prymas Polski | 3                                |
| Radosław Pazura                  | Arcybiskup Mikołaj Trąba, pierwszy Prymas Polski | 4-5                              |
| Dariusz Toczek                   | Biskup włocławski Jan Szafraniec, syn Piotra Szafrańca Seniora | 4-5                              |
| Dariusz Jakubowski               | Arcybiskup gnieźnieński Mikołaj Kurowski | 4                                |
| Przemysław Stippa                | Kardynał Zbigniew Oleśnicki | 4-5                              |
| Daniel Mosior                    | Biskup poznański Stanisław Ciołek | 4-5                              |
| Arkadiusz Janiczek               | Arcybiskup Wojciech Jastrzębiec, Prymas Polski | 4-5                              |
| Robert Rozmus                    | brat Jan Falkenberg | 4                                |
| Jakub Wons                       | Paweł Włodkowic | 4                                |
| Karol Stępkowski                 | Arcybiskup lwowski Jan Rzeszowski | 4                                |
| Zbigniew Moskal                  | Biskup Ostii | 5                                |
| Bartosz Jędraś                   | Adam Świnka z Zielonej, kanonik krakowski, sekretarz królewski | 5                                |
| Michał Wielewicki                | Biskup płocki Stanisław z Pawłowic | 5                                |
| Krzysztof Cybulski               | Jan Długosz, polski kronikarz | 5                                |
| Robert Czebotar                  | kanonik | 5                                |
| Inni                             | |                                  |
| Piotr Michalski                  | Kunat, rzeźbiarz z Hesji | 2                                |
| Wojciech Dmochowski              | Błażej z Rajska, kuzyn Marcina, szpieg króla Ludwika Węgierskiego | 2                                |
| Jacek Ryś                        | Maciej Borkowic, przywódca konfederacji wielkopolskiej, syn Przybysława, brat dwórki Heleny                                                                                               | 2                                |
| Zbigniew Dziduch                 | Beniamin z Kołdrębia | 2                                |
| Paweł Ławrynowicz                | Mikołaj z Wenecji zwany Diabłem Weneckim | 3                                |
| Sławomir Doliniec                | Wiseł Czambor, pierwszy mąż Elżbiety z Pilczy Granowskiej | 3                                |
| Artur Kuran                      | Jan z Jiczyna, drugi mąż Elżbiety z Pilczy Granowskiej | 3                                |
| Jakub Ulewicz                    | Wincenty z Granowa, trzeci mąż Elżbiety z Pilczy Granowskiej | 4                                |
| Jacek Łukowski                   | Jan Žižka, czeski rycerz | 4-5                              |
| Maciej Mydlak                    | Jan Hus, czeski reformator religijny | 4                                |
| Rafał Żabiński                   | Ścibor ze Ściborzyc | 4                                |
| Justyna Niemiec                  | Elżbieta Granowska, córka Wincentego z Granowa i Elżbiety z Pilczy Granowskiej | 4                                |
| Helena Zawistowska               | Ofka Granowska, córka Wincentego z Granowa i Elżbiety z Pilczy Granowskiej | 4                                |
| Nikodem Balczus                  | Jan Pilecki, syn Wincentego z Granowa i Elżbiety z Pilczy Granowskiej | 4                                |
| Sebastian Konrad                 | Jan Čapek, husycki dowódca wojskowy | 5                                |
| Świdnica                         | |                                  |
| Stanisław Sygitowicz             | Rudiger von Bolcze, marszałek Bolka | 2                                |
| Ziemowit Wasielewski             | Podczaszy Zygfryd | 2                                |
| Jerzy Światłoń                   | Sędzia dworski Kiczold Hoberg | 2                                |
| Bartosz Głogowski                | Nikel Bolz, ochmistrz w Świdnicy | 2                                |
| Mateusz Mosiewicz                | Guncel Reibnitz, rycerz Bolka, mąż dwórki Heleny | 2                                |
| Aleksander Mikołajczak           | burgrabia Kekelon Czirn | 2                                |
| Łukasz Węgrzynowski              | Peter Zedlitz, protoniusz w Świdnicy | 2                                |
| Wilno                            | |                                  |
| Andrzej Młynarczyk               | Sirputis, przodek rodu Radziwiłłów, mąż dwórki Margit Lackfi | 3                                |
| Mikołaj Bartosiewicz             | Ościk, syn Sirputisa | 3                                |
| Marcin Kwaśny                    | Bohun ze Strzały | 3                                |
| Grzegorz Szypka                  | Czupurna | 3                                |
| Michał Kruk                      | Borys Koriatowicz, wnuk Giedymina | 3                                |
| Mateusz Jordan- Młodzianowski    | Moniwid | 4-5                              |
| Kordian Rekowski                 | bojar Rekutis | 4                                |
| Leszek Szary                     | bojar Tadas | 4                                |
| Mateusz Grydlik                  | Hanusz | 4                                |
| Lech Dyblik                      | guślarz Krywe | 4-5                              |
| Pavel Kryksunou                  | bojar Danił, mąż Awdokii | 5                                |
| Łukasz Węgrzynowski              | Aleksander Czartoryski | 5                                |
| Radosław Walenda                 | Iwan Czartoryski | 5                                |

### Dwórki i służący
| Aktor                            | Rola i opis                                                                                                   | Seria |
| Dwór                             | Dwór | Dwór  |
| -------------------------------- | --- | ----- |
| Agata Bykowska                   | Gabija, kucharka litewska, ochmistrzyni, żona wójta krakowskiego Mikołaja Jegera                              | 1–3   |
| Karina Seweryn                   | Egle, dwórka królowej Aldony Anny Giedyminównej i królowej Adelajdy Heskiej. Zielarka i czarownica            | 1–2   |
| Karolina Kominek                 | Oda, dwórka królowej Adelajdy i Jadwigi Żagańskiej, żona marszałka Piotra Szafrańca                           | 2     |
| Hanna Turnau                     | Jutta, dwórka królowej Adelajdy Heskiej i królowej Jadwigi Żagańskiej, żona Jana Jury                         | 2     |
| Małgorzata Kozłowska             | Margit Lackfi, dwórka królowej Jadwigi Andegaweńskiej, żona księcia Luci Viscontiego                          | 3     |
| Emma Herdzik                     | Erzsebet Lackfi, dwórka królowej Jadwigi Andegaweńskiej, żona kasztelana Spytka II z Melsztyna                | 3     |
| Izabela Baran                    | Śmichna, córka Przedbora z Brzezia, dwórka królowej Jadwigi Andegaweńskiej                                    | 3     |
| Anna Biernacik                   | Mścichna, córka Przedbora z Brzezia, dwórka królowej Jadwigi Andegaweńskiej                                   | 3     |
| Gabriela Chojecka                | Audre, córka Egle, podkuchenna                                                                                | 1–2   |
| Miłosz Kwiecień                  | Maciek z Bartnicy, psiarczyk, podłowczy, justycjariusz                                                        | 1     |
| Olaf Marchwicki                  | Maciek z Bartnicy, psiarczyk, podłowczy, justycjariusz                                                        | 1     |
| Maksymilian Michasiów            | Maciek z Bartnicy, psiarczyk, podłowczy, justycjariusz                                                        | 2–3   |
| Ilona Korycka                    | Dwórka Halszka, żona Mikołaja Ligęzy                                                                          | 1     |
| Dagmara Bąk                      | Dwórka Helena z Sierakowa, żona Guncela                                                                       | 1–2   |
| Magda Groszek                    | Helena Reibnitz, córka dwórki Heleny i Guncela, żona Niemierzy Kazimierzowica i kochanka Pełki Kazimierzowica | 2     |
| Kinga Jasik                      | Helena Reibnitz, córka dwórki Heleny i Guncela, żona Niemierzy Kazimierzowica i kochanka Pełki Kazimierzowica | 3     |
| Kazimierz Niewiedział            | Guncel z Krakowa, syn Heleny i Niemierzy                                                                      | 3     |
| Zofia Schwinke                   | Ilona, dwórka królowej Elżbiety Łokietkówny                                                                   | 1–3   |
| Renata Berger                    | Stanisława, dwórka królowej Jadwigi Kaliskiej                                                                 | 1     |
| Aleksandra Ciejek                | Dwórka Manita                                                                                                 | 2     |
| Dominika Kryszczyńska            | Machna ze Szczyrzyca, siostrzenica kanclerza Zbigniewa, kochanka króla Kazimierza                             | 1     |
| Beata Chyczewska                 | Klara Pukar, dwórka królowej Elżbiety Łokietkówny                                                             | 2–3   |
| Monika Domowicz                  | Anda, dwórka królowej Elżbiety Łokietkówny                                                                    | 1–3   |
| Paulina Masiak                   | Ilza, dwórka księżnej Agnieszki i księżniczki Anny Świdnickiej                                                | 2     |
| Marcin Gaweł                     | Kucharz Węgierski                                                                                             | 1     |
| Agata Pieszko                    | Saule | 4     |
| Filip Gurłacz                    | Arunas | 4     |
| Julia Łukowiak                   | Sofia, dwórka królowej Anny Cylejskiej i Elżbiety Granowskiej, żona Sambora                                   | 4-5   |
| Anastazja Skoczeń                | dwórka Elżbieta                                                                                               | 5     |
| Joanna Moro                      | Awdokia | 5     |
| Klara Williams                   | Olga | 5     |
| Justyna Ducka                    | Katarzyna Szczukowska, dwórka królowej Zofii Holszańskiej                                                     | 5     |
| Milena Suszyńska                 | Elżbieta Szczukowska, dwórka królowej Zofii Holszańskiej                                                      | 5     |
| Małgorzata Ostrowska-Królikowska | Katarzyna Mężykowa                                                                                            | 5     |
| Monika Cieciora                  | Dorota z Rytwian, siostra Dziersława z Rytwian                                                                | 5     |
| Aleksandra Justa                 | ochmistrzyni Katarzyna Karska                                                                                 | 5     |
| Kinga Dąbrowska                  | Jadwiga Melsztyńska, żona Andrzeja Tęczyńskiego                                                               | 5     |
| Służba                           | |       |
| Sebastian Perdek                 | Dobiesław, sługa Katarzyny Pileckiej                                                                          | 1–2   |
| Mirosław Jękot                   | Kuchmistrz | 1–2   |
| Grzegorz Kowalczyk               | Stajenny Rafał                                                                                                | 1–3   |
| Ryszard Jabłoński                | Kucharz Wojtek                                                                                                | 2     |
| Krzysztof Pyziak                 | Kucharz Jakusz                                                                                                | 2     |
| Kacper Lech                      | Kuchcik Grzymek, mąż Urszuli                                                                                  | 1–3   |
| Marcin Bubółka                   | Kuchcik Miłek                                                                                                 | 1–2   |
| Monika Radziwon                  | Służka Kachna                                                                                                 | 1–2   |
| Helena Chorzelska                | Służka świdnicka Weronika Schwarz                                                                             | 1–2   |
| Mikołaj Klimek                   | Kunczko, sługa Bolka Małego                                                                                   | 2     |
| Sylwia Skrzypczak                | Służka Ofki                                                                                                   | 2     |
| Kordian Rekowski                 | Radosław, przyjaciel Niemierzy z Gołczy                                                                       | 1     |
| Robert Zawadzki                  | Amadej, sługa królowej Elżbiety Łokietkówny                                                                   | 1     |
| Grzegorz Woś                     | Sługa Śmil, służący króla Kazimierza                                                                          | 1–2   |
| Dagmara Brodziak                 | Służka Femka                                                                                                  | 1–2   |
| Dominika Buczek                  | Służka węgierska Gizela                                                                                       | 2–3   |
| Małgorzata Regent                | Służka węgierska Rezeda                                                                                       | 2     |
| Karol Kunysz                     | Posłaniec króla Ludwika Węgierskiego                                                                          | 3     |
| Magdalena Łamża                  | Służka świdnicka Dorota                                                                                       | 2     |
| Arkadiusz Machel                 | Łaziebny Opanasz, sługa króla Władysława Jagiełły                                                             | 3     |
| Mieszko Barglik                  | Konrad, sługa Guncela                                                                                         | 2     |
| Marek Karpowicz                  | Jaxa, strażnik                                                                                                | 1–2   |
| Krzysztof Chudzicki              | Boxa, strażnik                                                                                                | 1–2   |
| Arkadiusz Smoleński              | Giermek Jakuba z Biskupic Jakusz z Obrzycka                                                                   | 2     |
| Igor Korus                       | Strażnik wawelski                                                                                             | 2     |
| Sylwia Skrzypczak                | Służka Pela                                                                                                   | 2     |
| Bartłomiej Gola                  | Sługa króla Ludwika Węgierskiego                                                                              | 3     |
| Aleksandra Spyra                 | Niania litewska                                                                                               | 3     |
| Wojciech Andrzejczuk             | Sługa Cesarza Karola IV Luksemburskiego                                                                       | 2     |
| Dominik Szarawacki               | Sługa Macieja Borkowica                                                                                       | 2     |
| Sebastian Grygo                  | Sługa księcia Władysława Opolczyka                                                                            | 3     |
| Daria Krzyżaniak                 | Służka wawelska                                                                                               | 3     |
| Sławomir Mandes                  | Sługa księcia Skirgiełły                                                                                      | 3     |
| Michał Wilk                      | Sługa Mikołaja z Alwernii                                                                                     | 3     |
| Marek Pituch                     | Sługa księcia Skirgiełły                                                                                      | 3     |
| Artur Paczesny                   | Lisica, sługa Jagiełły                                                                                        | 3     |
| Hubert Podgórski                 | Przecław / Sługa wawelski                                                                                     | 2–3   |
| Piotr Wiszniowski                | Witowit, wojownik litewski                                                                                    | 1–3   |
| Klaudia Janas                    | Miłka, wysłanniczka Anny Światosławowny                                                                       | 3     |
| Dawid Pokusa                     | Paweł, sługa Jagiełły                                                                                         | 4     |
| Michał Pieczatowski              | Kucharz Tomasz                                                                                                | 5     |

### Mieszkańcy Krakowa i inni bohaterowie
| Aktor                  | Rola i opis                                                                                          | Seria |
| ---------------------- | --- | ----- |
| Anna Terpiłowska       | Esterka Małach, kochanka króla Kazimierza, bratanica karczmarza Samuela, karczmarka i żona Nikodema. | 2–3   |
| Zbigniew Waleryś       | Karczmarz Samuel, stryj Esterki                                                                      | 1–2   |
| Marcin Miodek          | Nikodem, mąż Esterki                                                                                 | 2–3   |
| Dorota Chotecka-Pazura | Regina, mieszczka krakowska, żona krawca Kacpra                                                      | 2–3   |
| Marta Chodorowska      | Hanka z Korczyna, siostrzenica Reginy                                                                | 3     |
| Natalia Łągiewczyk     | Urszula, córka Reginy i Kacpra, żona kuchcika Grzymka                                                | 3     |
| Stefan Knothe          | biskup warmiński                                                                                     | 3     |
| Maciej Makowski        | rajca Andrzej Wierzynek, syn Mikołaja Wierzynka, kupiec krakowski                                    | 3     |
| Krzysztof Franieczek   | rajca Andrzej Wierzynek, syn Mikołaja Wierzynka, kupiec krakowski                                    | 4     |
| Karolina Piechota      | Przekupka Rozalia, żona Charcika, narzeczona Józefa                                                  | 1     |
| Bartłomiej Nowosielski | Garncarz Józef z Prądnika, narzeczony Rozalii                                                        | 1     |
| Karolina Porcari       | Bella, była narzeczona Mikołaja Ligęzy                                                               | 2     |
| Maurycy Popiel         | Arunas Szymon, dawna miłość królowej Anny Aldonej Giedyminównej, zakonnik                            | 1     |
| Paweł Rusinowski       | Kapłan Znicz                                                                                         | 3     |
| Natalia Lesz           | Ragana, litewska kapłanka. Dawna kochanka króla Władysława Jagiełły.                                 | 3     |
| Aleksandra Grzelak     | Barbara Dunin, rozbójniczka, ukochana Jaśka z Melsztyna                                              | 1     |
| Jasper Sołtysiewicz    | Gedko z Sandomierza, przyjaciel Jaśka z Melsztyna                                                    | 1     |
| Karol Zakrzewski       | Witautas, kupiec litewski, krewny Gabiji                                                             | 1–2   |
| Łukasz Pawłowski       | Kupiec Filip                                                                                         | 2     |
| Mateusz Burdach        | Bogdan, sokolnik, krewny przekupki Rozalii, ukochany Audre                                           | 2     |
| Jan Cięciara           | Bogdan, sokolnik, krewny przekupki Rozalii, ukochany Audre                                           | 1     |
| Ludmiła Warzecha       | Babka                                                                                                | 1     |
| Maciej Mikołajczyk     | Stasiek z Wierzbina                                                                                  | 1     |
| Wojciech Czerwiński    | Kat Jędrzej, kuzyn Rozalii, mąż Meli                                                                 | 1–3   |
| Maja Wachowska         | Krasna. kochanka króla Kazimierza                                                                    | 2     |
| Wojciech Starostecki   | Kupiec Jarzynka                                                                                      | 1–2   |
| Dominik Bąk            | Mszczuj                                                                                              | 1     |
| Dominik Bąk            | kat krakowski Bartosz                                                                                | 4-5   |
| Sławomir Głazek        | Przeor z Tyńca                                                                                       | 1     |
| Katarzyna Radochońska  | Karczmarka Mela z Warszawy, żona kata Jędrzeja                                                       | 1–2   |
| Marek Kasprzyk         | Gospodarz Stach z Warszawy, przyjaciel Meli                                                          | 1–2   |
| Mariusz Ostrowski      | Marcin Charcik, mąż przekupki Rozalii                                                                | 1     |
| Mariusz Ostrowski      | Grabarz Piotr                                                                                        | 3     |
| Witold Wieliński       | Garbarz Mszczuj                                                                                      | 1–2   |
| Tadeusz Kwinta         | Opat Jan z Tyńca                                                                                     | 1–2   |
| Dominik Łoś            | Wójt krakowski Mikołaj Jeger, rajca w radzie miejskiej, mąż Gabiji                                   | 2     |
| Marek Prażanowski      | Mikołaj Wierzynek                                                                                    | 2     |
| Mateusz Kwiecień       | Lewek z Olkusza, żupnik króla Kazimierza                                                             | 1–2   |
| Klaudiusz Kaufmann     | Benesz, czeski szpieg Karola IV Luksemburskiego                                                      | 2     |
| Karol Drozd            | muzyk Jan z Sącza                                                                                    | 2     |
| Krzysztof Konrad       | Eberhard Muelheim, patrycjusz wrocławski                                                             | 2     |
| Adrian Wajda           | Marcin, czeladnik                                                                                    | 2     |
| Izabela Bujniewicz     | Przekupka Lenka, przyjaciółka Reginy i Gabiji                                                        | 2     |
| Sebastian Ziomek       | Pomocnik karczmarza Samuela                                                                          | 2     |
| Justyna Ducka          | Dobruszka, żona Tyczki                                                                               | 1–2   |
| Filip Milczarski       | Tyczka, wesołek                                                                                      | 1–2   |
| Daniel Mosior          | Pajda, wesołek                                                                                       | 1–2   |
| Daniel Guzdek          | Gąsior, wesołek                                                                                      | 1–2   |
| Roch Siemianowski      | Łowczy Teodor                                                                                        | 1–2   |
| Kacper Matula          | Lubko                                                                                                | 1–2   |
| Ryszard Kluge          | Tomasz Obruszny                                                                                      | 1     |
| Józef Grzymała         | Rymwid                                                                                               | 1     |
| Stanisław Biczysko     | medyk Piotr z Poznania                                                                               | 1     |
| Michał Włodarczyk      | strażnik Niestrasz                                                                                   | 1–2   |
| Jerzy Janeczek         | legat papieski Galhard de Carceribus                                                                 | 1     |
| Cezary Nowak           | Piotr le Puy                                                                                         | 1     |
| Piotr Wiszniowski      | Witowit, Litwin                                                                                      | 1–3   |
| Michał Meyer           | strażnik Roch                                                                                        | 1     |
| Michał Lewandowski     | Hasso Wedel, rycerz cesarski i mąż Jolenty                                                           | 2     |
| Łukasz Mazurek         | Wikariusz Marcin Baryczka                                                                            | 2     |
| Kiril Denev            | Eutyfron, rycerz Ludwika Węgierskiego                                                                | 2     |
| Dariusz Bronowicki     | Kupiec Paweł / Szlachcic z Wielkopolski                                                              | 2     |
| Łukasz Pawłowski       | Kupiec Paweł                                                                                         | 3     |
| Paweł Caban            | Michał z Czacza / Zwolennik z Wielkopolski                                                           | 2–3   |
| Mariusz Laskowski      | Saraj Isaden Oglu, ormiański kupiec                                                                  | 2     |
| Rafał Szałajko         | Wacław z Balic, udawany kuzyn Grzegorza Nekandy                                                      | 2     |
| Filip Krupa            | Hińcza, oszust                                                                                       | 2     |
| Mieczysław Morański    | Mateusz z Bolesławca                                                                                 | 3     |
| Piotr Łukawski         | kupiec Ludwig von Reppen, szpieg krzyżacki                                                           | 4     |
| Marcin Lewandowski     | Guido von Osnabrück                                                                                  | 4     |
| Andrzej Słabiak        | legat papieski Pietro de Revenda                                                                     | 4     |
| Marek Kossakowski      | sekretarz legata Erazm                                                                               | 4     |
| Michał Kłodnicki       | Mikołaj Wierzynek syn rajcy Andrzeja Wierzynka                                                       | 4-5   |
| Grzegorz Szypka        | rzeźnik krakowski Stach                                                                              | 4-5   |
| Franciszek Muła        | kupiec Wisław                                                                                        | 4     |
| Mieczysław Kadłubowski | Karczmarz                                                                                            | 4-5   |
| Jerzy Zelnik           | kardynał Branda de Castiglione                                                                       | 4-5   |
| Jakub Wieczorek        | Brat Bdzigost, dominikanin                                                                           | 4-5   |
| Łukasz Matecki         | medyk Hiszpan                                                                                        | 4-5   |
| Kuba Kochanek          | Jurga, mąż Nieradki                                                                                  | 4     |
| Malwina Dubowska       | Nieradka, żona Jurgi                                                                                 | 4     |
| Malwina Dubowska       | Jagna, córka Nieradki i Jurgi, wnuczka Lecha                                                         | 5     |
| Mariusz Jakus          | Lech, ojciec Nieradki                                                                                | 4-5   |
| Sylwester Maciejewski  | kowal Bogdan, ojciec Jurgi                                                                           | 4     |
| Weronika Jaskółka      | Kunegunda, dawna ukochana Zyndrama                                                                   | 4-5   |
| Laura Solongo          | Aydeniz                                                                                              | 4-5   |
| Iwona Katarzyna Pawlak | Zielarka Greta                                                                                       | 4-5   |
| Anna Oberc             | Katka                                                                                                | 4-5   |
| Piotr Pamuła           | Kelemen                                                                                              | 4     |
| Mariusz Drężek         | Wojsław                                                                                              | 4     |
| Tomasz Oświeciński     | zbir Żelisław                                                                                        | 4     |
| Piotr Szejn            | zbir Sulbor                                                                                          | 4     |
| Hubert Jaśtak          | krakowski żak Paweł                                                                                  | 4-5   |
| Piotr Napierała        | krakowski żak Maciej                                                                                 | 4     |
| Jakub Jankiewicz       | krakowski żak Jasiek                                                                                 | 4     |
| Magdalena Kaczmarek    | Agata, żona Pawła                                                                                    | 4-5   |
| Mirosław Siedler       | Inkwizytor                                                                                           | 4-5   |
| Paweł Wolak            | Mistrz Jaromir                                                                                       | 4     |
| Tomasz Ciachorowski    | Martinus                                                                                             | 4     |
| Janusz Klimaszewski    | garncarz Michał                                                                                      | 4-5   |
| Jakub Zdrójkowski      | Hynek                                                                                                | 5     |
| Adam Zdrójkowski       | Gromek                                                                                               | 5     |
| Robert Kowalewski      | Herman, szpieg krzyżacki                                                                             | 5     |
| Arkadiusz Smoleński    | złodziej Sławoj                                                                                      | 5     |
| Jędrzej Taranek        | Dobek z Bagna                                                                                        | 5     |
| Tomasz Obara           | Guślarz                                                                                              | 5     |
| Kamil Drężek           | Honzik                                                                                               | 5     |
| Renata Gosławska       | Niemira                                                                                              | 5     |
| Jarosław Gruda         | szewc Czesław                                                                                        | 5     |
| Marek Siudym           | bednarz Sobiesław                                                                                    | 5     |
| Franciszek Karpiński   | mistrz Giovanni                                                                                      | 5     |
| Mariusz Czajka         | Inkwizytor                                                                                           | 5     |
| Monika Łabędź          | Katarzyna Skrzyńska, przywódczyni zbójców                                                            | 5     |

### Monarchowie, Krzyżacy i arystokracja z innych krajów
| Aktor                   | Rola i opis                                                         | Seria |
| ----------------------- | ------------------------------------------------------------------- | ----- |
| Karol Pocheć            | Konrad von Wallenrode, wielki mistrz krzyżacki                      | 3     |
| Karol Pocheć            | Winrich von Kniprode, wielki mistrz krzyżacki                       | 2     |
| Karol Pocheć            | Marquart von Sparenberg, rycerz krzyżacki                           | 1     |
| Bartłomiej Krat         | Heinrich Reuss von Plauen, rycerz krzyżacki                         | 1     |
| Bartłomiej Krat         | Ludolf König von Wattzau, wielki mistrz krzyżacki                   | 2     |
| Łukasz Pruchniewicz     | Konrad Zöllner von Rotenstein, wielki mistrz krzyżacki              | 3     |
| Łukasz Pruchniewicz     | Heinrich von Boventin, rycerz krzyżacki                             | 2     |
| Arkadiusz Głogowski     | Dietrich von Altenburg, wielki mistrz krzyżacki                     | 1     |
| Arkadiusz Głogowski     | Konrad von Jungingen, wielki mistrz krzyżacki                       | 3     |
| Krzysztof Olchawa       | Konrad von Jungingen, wielki mistrz krzyżacki                       | 4     |
| Karol Dziuba            | Ulryk von Jungingen, wielki mistrz krzyżacki                        | 3     |
| Szymon Nygard           | Ulryk von Jungingen, wielki mistrz krzyżacki                        | 4     |
| Grzegorz Kowalczyk      | Johann von Sayn, rycerz krzyżacki                                   | 4     |
| Maciej Jachowski        | Dypold von Kökeritz, rycerz krzyżacki                               | 4     |
| Mikołaj Osiński         | Heinrich von Plauen, wielki mistrz krzyżacki                        | 4     |
| Bartosz Głogowski       | Friedrich von Wallenrode, wielki marszałek zakonu krzyżackiego      | 4     |
| Ksawery Szlenkier       | Otto von Vought, rycerz krzyżacki                                   | 4     |
| Mateusz Goławski        | Albrecht von Schwarzburg, rycerz krzyżacki                          | 4     |
| Paweł Iwanicki          | Michael Küchmeister von Sternberg, wielki mistrz krzyżacki          | 4-5   |
| Oliwer Witek            | Heinrich, rycerz krzyżacki                                          | 4     |
| Dariusz Biskupski       | Piotr z Ornety, prokurator krzyżacki                                | 4     |
| Tomasz Sobczak          | Paul von Rusdorf, wielki mistrz krzyżacki                           | 5     |
| Maciej Maciejewski      | Ludwig von Lansee, komtur krzyżacki                                 | 5     |
| Sebastian Badurek       | Hans Vochsee, rycerz krzyżacki                                      | 5     |
| Łukasz Pawłowski        | Franke von Kerskorff, mistrz inflanckiej gałęzi zakonu krzyżackiego | 5     |
| Krzysztof Artur Janczar | Ulrich von Osten                                                    | 4     |
| Jacek Bursztynowicz     | Antypapież Jan XXIII                                                | 4     |
| Tomasz Kozłowicz        | Papież Marcin V                                                     | 4     |
| Wojciech Wachuda        | Eryk Pomorski, król Danii, Szwecji i Norwegii                       | 5     |
| Patryk Bartoszewicz     | książę Bogusław IX Pomorski                                         | 5     |
| Dariusz Siastacz        | Vok Kravarz                                                         | 1     |
| Marcin Kiszluk          | Piotr de Lusignan, król Cypru                                       | 2     |
| Filip Warot             | Henryk IV Lancaster, król Anglii                                    | 3     |
| Paweł Tucholski         | Guillaume de Machaut                                                | 2     |
| Jacek Krautsorst        | Konrad von Brunenstein/Aleksander von Körner                        | 1–2   |
| Piotr Kaźmierczyk       | Friedrich von Spira, podskarbi                                      | 2     |
| Przemysław Walich       | Jakub z Biskupic, komtur Papowa Biskupiego                          | 1–2   |
| Rafał Ostrowski         | Arnost, czeski szlachcic                                            | 2     |
| Mateusz Wojtasiński     | Syn Chana Berdi Beg                                                 | 2     |
| Jacek Janosz            | Wingard von Baldersheim, rycerz krzyżacki                           | 3     |
| Bartosz Mikulak         | Wilhelm Rotenbaum, rycerz krzyżacki                                 | 3     |
| Daniel Zawadzki         | Markward von Salzbach, szpieg krzyżacki na Litwie                   | 3     |
| Cezary Morawski         | Engelhard Rabe von Wildstein, wielki marszałek zakonu krzyżackiego  | 3     |
| Kamil Przystał          | Olivier de Bordeaux, francuski Krzyżak                              | 3     |
| Artur Bocheński         | Jean le Maingre, francuski rycerz                                   | 3     |
| Piotr Wątroba           | Tochtamysz, chan Złotej Ordy                                        | 3     |
| Kiril Denev             | Jalāl ad-Dīn                                                        | 4     |
| Adam Młynarczyk         | Karim Berdi                                                         | 4     |

## Produkcja
Zdjęcia do serialu rozpoczęły się w kwietniu 2017, a premiera planowana była na jesień tego samego roku. Serial zapowiedziany został na 68 odcinków, jednak ostatecznie otrzymał 84. W marcu 2018 prezes Telewizji Polskiej Jacek Kurski zapowiedział powstanie drugiej serii, do której w czerwcu 2018 ruszyły zdjęcia. Zapowiedziano ją na dwa razy dłuższą od poprzedniej, tj. na około 160 odcinków. Produkowana była do kwietnia 2019. Seria ostatecznie otrzymała 161 epizodów. Seria trzecia nagrywana była od czerwca 2019.
16 marca 2020 Telewizja Polska podjęła decyzję o zawieszeniu realizacji serialu na czas nieokreślony z powodu rozprzestrzeniania się koronawirusa w Polsce i wprowadzonego tam stanu zagrożenia epidemiologicznego, w związku z którym zamkniętych zostało większość planów telewizyjnych. Do zawieszenia produkcji zrealizowanych zostało 131 z planowanych 155 epizodów. Końcowe 24 epizody nagrane zostały w okresie od czerwca do lipca 2020, po powrocie ekipy na plan.

### Czołówka

#### Czołówka „Korony królów”
W czołówce animowała się złota korona stanowiąca, główny element logotypu. Kamera w trakcie trwania ukazywała nam jej różne strony. Obecne były także ujęcia na kryształy w niej osadzone. Na końcu korona obracała się i układała w ostatecznej pozycji, a pod nią animował się napis Korona Królów.

#### Czołówka „Korony królów. Jagiellonów”
Początkowe ujęcie obejmuje tytułową koronę, lekko zmodyfikowaną w porównaniu do poprzednich serii, w której osadzony jest kompas. Kamera wnika do środka. Pojawiają się plansze ze średniowiecznymi wizerunkami miast, w kolejności Wilno, Malbork, Kraków. Między przejściami pojawia się złota korona. W końcowej scenie zostaje ukazana plansza z mapą Polski i fragmentem ówczesnej Europy. Pojawia się korona, która układa się w końcowej pozycji loga. Pod nią animuje się złoty napis Korona Królów Jagiellonowie. Po pojawieniu się napisu plansza z mapą znika i nastaje czarne tło. Zmodyfikowano muzykę tytułową. Nabrała bardziej poważnego i dostojnego charakteru.

### Lokacje
Większość scen do serialu, dziejących się we wnętrzach powstawało w specjalnie przygotowanej scenografii, w studiu TVP w Warszawie. Ponadto sceny miejskie m.in. średniowiecznego Krakowa również kręcono w Warszawie. W tym celu na potrzeby serialu (od serii drugiej) wybudowano dekorację, składającą się m.in. z murów, bramy wjazdowej, stajni, straganów targowych i pojedynczych kamienic.
Plenery do serialu kręcone były w wielu miejscach na terenie Polski. Serial nagrywano m.in. w Bobolicach, Inowłodzu, Lidzbarku Warmińskim, Kwidzynie, Dębnie, a także w Malborku i Grodźcu oraz Wąchocku, Rabsztynie, Jeżowie, Mrozach, i Chęcinach.
Poniższa lista zawiera wybrane obiekty, w których nagrywano sceny serialu i „odgrywane” przez nie lokacje serialowe.
- Zamek w Bobolicach – XIV wieczny Zamek Królewski na Wawelu z zewnątrz.
- Zamek w Malborku – on sam oraz węgierski zamek w Wyszehradzie w serii pierwszej (m.in. zjazdy wyszehradzkie)
- Opactwo Cystersów w Wąchocku – poszczególne wnętrza opactwa wykorzystano w serialu wielokrotnie, jak tło rozmaitych wydarzeń. Nagrywano tu sceny m.in. procesu warszawskiego z 1339, obłóczyny i pogrzeb Jadwigi Kaliskiej (seria pierwsza), zawarcie pokoju wieczystego z Krzyżakami z 1342, ślub Elżbiety Kazimierzówny z Bogusławem Pomorskim w poznańskiej katedrze, czy ucztę u Wierzynka z 1364 (seria druga). W serii trzeciej wnętrza klasztoru posłużyły jako dwór wiedeński, na którym przebywała młoda Jadwiga Andegaweńska, nagrywano tu także elekcję Władysława Jagiełły na króla Polski. Z zewnątrz klasztor posłużył jako plener Gniezna w serii trzeciej.
- Zamek biskupów warmińskich w Lidzbarku Warmińskim – od serii drugiej jako węgierski zamek w Wyszehradzie, a później w Budzie. Dodatkowo dziedziniec zamku w trzeciej serii posłużył za Lwów.
- Zamek w Kwidzynie – Zamek krzyżacki w Malborku od serii drugiej.

### Lista scenarzystów
- Jan Piotr Szafraniec (odc. 1–30, 135–400)
- Monika Zięba-Rybowska (odc. 9–21, 31–400)
- Ewelina Chyrzyńska (odc. 9–43, 246–300)
- Małgorzata Jurczak (od odc. 9)
- Ewa Bulanda (od odc. 31)
- Anna Wakulik (odc. od 246)
- Anna Krasucka (od odc. 85)
- Marcin Marciniak (od odc. 155)
- Marta Hryniak (od odc. 161)
- Dominik Wieczorkowski-Rettinger (odc. 200–400)
- Franciszek Berbeka (odc. 377–400)
- Ilona Łepkowska (odc. 1–2)
- Agnieszka Olejnik (odc. 9–135)
- Dariusz Banek (odc. 9–21)
- Klara Kawka (odc. 31–43)
- Anna Stańko (odc. 44–199)
- Teresa Czepiec (odc. 85–154)
- Konrad Sobieszczański (odc. 85–154)
- Joanna Ślesicka (odc. 85–199)

Konsultacja scenariuszowa: Ilona Łepkowska (odc.1-84)

## Emisja w telewizji w Polsce
| Seria                        | Seria             | Odcinki           | Odcinki           | Pierwsza emisja telewizyjna (TVP1) | Pierwsza emisja telewizyjna (TVP1) | Pierwsza emisja telewizyjna (TVP1) | Pierwsza emisja telewizyjna (TVP1)                                         |
| Seria                        | Seria             | Odcinki           | Odcinki           | Sezon                              | Początek emisji                    | Koniec emisji                      | Pora emisji                                                                |
| ---------------------------- | ----------------- | ----------------- | ----------------- | ---------------------------------- | ---------------------------------- | ---------------------------------- | -------------------------------------------------------------------------- |
| Korona królów                |                   |                   |                   |                                    |                                    |                                    |                                                                            |
| 1.                           | 1.                | 1–84 (84)         | 1–84 (84)         | zima–wiosna 2018                   | 1 stycznia 2018                    | 23 maja 2018                       | poniedziałek–czwartek 18.30                                                |
| Odcinek specjalny            | Odcinek specjalny | Odcinek specjalny | Odcinek specjalny | zima–wiosna 2018                   | 24 maja 2018                       | 24 maja 2018                       | poniedziałek–czwartek 18.30                                                |
| 2.                           | 2.                | 85–245 (161)      | 85–245 (161)      | 2018/2019                          | 3 września 2018                    | 25 czerwca 2019                    | poniedziałek–czwartek 18.30                                                |
| 3.                           | 3.                | 246–400 (155)     | 246–400 (155)     | 2019/2020                          | 9 września 2019                    | 1 maja 2020                        | poniedziałek–czwartek 18.30                                                |
| 3.                           | 3.                | 246–400 (155)     | 246–400 (155)     | jesień 2020                        | 31 sierpnia 2020                   | 8 października 2020                | poniedziałek–czwartek 18.30                                                |
| Korona królów. Jagiellonowie |                   |                   |                   |                                    |                                    |                                    |                                                                            |
| Pilot                        | Pilot             | Pilot             | Pilot             | zima–wiosna 2023                   | 26 grudnia 2022                    | 26 grudnia 2022                    | poniedziałek 20.20                                                         |
| 4.                           | 1.                | 401–525 (125)     | 1–125 (125)       | zima–wiosna 2023                   | 2 stycznia 2023                    | 31 maja 2023                       | poniedziałek–środa 20.30; wtorek–czwartek 20.30 (7 V – 13 VI 2024)         |
| 4.                           | 1.                | 401–525 (125)     | 1–125 (125)       | 2023/2024                          | 28 sierpnia 2023                   | 30 stycznia 2024                   | poniedziałek–środa 20.30; wtorek–czwartek 20.30 (7 V – 13 VI 2024)         |
| 5.                           | 2.                | 526–650 (125)     | 126–250 (125)     | 2023/2024                          | 31 stycznia 2024                   | 13 czerwca 2024                    | poniedziałek–środa 20.30; wtorek–czwartek 20.30 (7 V – 13 VI 2024)         |
| 5.                           | 2.                | 526–650 (125)     | 126–250 (125)     | jesień 2024                        | 12 sierpnia 2024                   | 17 grudnia 2024                    | poniedziałek–piątek 20.30 (12–30 VIII) wtorek–piątek 20.30 (3 IX – 17 XII) |

### Historia emisji
Premierowa emisja serialu planowana była na jesień 2017 roku. Wkrótce została przeniesiona z września na listopad, później zaś na początek przyszłego roku. Premiera ostatecznie miała miejsce 1 stycznia 2018 – wyemitowano wtedy dwa premierowe odcinki serialu. Od 2 stycznia serial emitowany był od poniedziałku do czwartku po jednym odcinku dziennie.
14 marca 2018 nadawca zapowiedział produkcję drugiej serii, której emisja rozpoczęła się 3 września 2018. Począwszy od drugiej serii w piątki wprowadzono emisję programu dokumentalnego o tematyce historycznej związanej z epoką średniowiecza Korona królów. Taka historia… w porze emisji odcinków serialu.
25 czerwca 2019, po emisji ostatniego odcinka serii, poinformowano o rozpoczęciu prac nad trzecią serią, której premiera odbyła się 9 września 2019. W pierwszym tygodniu września wyemitowano cztery odcinki specjalne z cyklu Zanim nastali Jagiellonowie i kolejny odcinek Takiej historii… – wydania podsumowujące minione wydarzenia z serialu.
W marcu 2020 podano do informacji, że w związku z zawieszeniem emisji serialu Klan, w dniach od 6 do 10 kwietnia Korona królów będzie emitowana dwa razy dziennie – o 18.00 i 18.30. Decyzja uległa jednak zmianie i serial od 6 kwietnia był nadawany o godz. 18.30 po jednym odcinku. W tym czasie wyemitowano dwukrotnie odcinki 364 i 365, które pierwszy raz ukazały się w telewizji w Wielki Piątek 10 kwietnia o godz. 18.00 i 18.30, a powtórzono je cztery i pięć dni później, odpowiednio we wtorek i w środę.
Od 20 kwietnia 2020 serial emitowano od poniedziałku do piątku o godz. 18.30 ze względu na brak nowych odcinków Takiej historii… Emisja serialu została przerwana ze względu na pandemię COVID-19. Ostatni zrealizowany odcinek wyemitowany został w piątek, 1 maja. Na oficjalnej stronie serialu poinformowano, że nie był to ostatni odcinek trzeciej serii. Nagrania do telenoweli historycznej zostały wznowione 2 czerwca tego samego roku. Serial powrócił na antenę TVP1 31 sierpnia 2020. Zakończenie 3. serii pokazano 8 października 2020.
Na konferencji TVP – Widzimy się jesienią. Ramówkowe show 2020, prezes TVP Jacek Kurski zapowiedział produkcję nowej serii serialu. W połowie stycznia 2021 roku do informacji publicznej dotarła wiadomość, że nowa seria została już zamówiona i wyemitowana zostanie jesienią 2021 roku, a nie wiosną – jak wstępnie planowano. Premiera serii czwartej została przesunięta na rok 2022, co zapowiedziano w trakcie koncertu Pamięć i tożsamość.
Ostatecznie emisja nowej serii rozpoczęła się 2 stycznia 2023 roku, przy czym 26 grudnia 2022 wyemitowano odcinek pilotażowy. Do tytułu serialu dodano dopisek „Jagiellonowie”, odcinki ponownie numerowane są od 1, a ponadto każdy odcinek ma swój tytuł.

## Emisja za granicą

### Węgry
8 września 2018 Telewizja Polska sprzedała prawa do emisji serialu węgierskiej telewizji publicznej Duna Médiaszolgáltató na okres 3 lat. Węgierska wersja uzyskała nazwę Koronás sas, zaś emisja pierwszej serii rozpoczęła się w niedzielę – 23 czerwca 2019 o godz. 21.00 (po jednym odcinku tygodniowo) z węgierskim dubbingiem. Począwszy od 7 września zwiększono emisję do dwóch odcinków tygodniowo. Od 6 czerwca 2020 odbywa się emisja drugiej serii z napisami węgierskimi (w wymiarze pięciu odcinków tygodniowo). Od 26 stycznia 2021 seria druga emitowana jest od początku, ale w wersji z dubbingiem.

### Japonia
19 grudnia 2018 Telewizja Polska poinformowała, że serial będzie emitowany w Japonii. 1 października 2019 poinformowano, że japońska wersja uzyskała nazwę Daiō kajimyeshu ~Yokubō no vaveru-jō~ (jap. 大王カジミェシュ～欲望のヴァヴェル城～), zaś premiera będzie miała miejsce w grudniu tego samego roku, a odcinki zostaną wyemitowane od poniedziałku do piątku. W porównaniu od oryginalnej wersji, wersja japońska będzie liczyć 42 odcinki (2 polskie odcinki w jednym) po ok. 50 minut i zostanie wyemitowana z japońskimi napisami. Emisja japońskiej wersji językowej serialu ma związek z 100. rocznicą nawiązania stosunków dyplomatycznych między Polską a Japonią.

### Białoruś
Od 4 września 2018 roku serial emitowany jest pod tytułem Карона каралёў z białoruskim lektorem (żeńskim i męskim) na kanale Biełsat TV, będącego częścią Telewizji Polskiej.

## Odcinki specjalne

### Korona królów: Od księcia do króla
Korona królów: Od księcia do króla to specjalny 25-minutowy odcinek serialu. Zgłębiał tajemnicę zdobycia władzy przez Kazimierza. Odcinek ten stanowi podsumowanie wydarzeń pierwszej serii serialu – od momentu zaręczyn Kazimierza z Anną do momentu śmierci jego matki Jadwigi. Premiera specjalnego odcinka miała miejsce 24 maja 2018 o godz. 18.30, dzień po zakończeniu emisji pierwszej serii serialu.

### Korona królów: Zanim nastali Jagiellonowie
Korona królów: Zanim nastali Jagiellonowie to cykl czterech odcinków specjalnych będących rozszerzoną wersją 4 ostatnich odcinków drugiej serii serialu o krótki wstęp historyczny, przedstawiony przez Wojciecha Żołądkowicza – odtwórcę roli Księcia Olgierda Giedyminowicza i prezentera serialu dokumentalnego Korona królów. Taka historia… Cykl był emitowany od 2 do 5 września 2019 roku o godz. 18.30 jako wprowadzenie do trzeciej serii serialu, którego emisja ruszyła tydzień później.
| Nr | Data premiery   | Tytuł odcinka                  |
| -- | --------------- | ------------------------------ |
| 1  | 2 września 2019 | Wielki król bez syna           |
| 2  | 3 września 2019 | Sprawa śląska                  |
| 3  | 4 września 2019 | Testament Kazimierza Wielkiego |
| 4  | 5 września 2019 | Koszyce 1374                   |

### Pilot serialu „Korona królów. Jagiellonowie”
Nadawca publiczny zaplanował wyemitowanie odcinka pilotowego serialu „Korona królów. Jagiellonowie” przed emisją zasadniczych odcinków serii. Premiera odbyła się 26 grudnia 2022 roku o godz. 20.20 na antenie telewizyjnej Jedynki jako specjalny odcinek serialu. Został on zatytułowany Porządki i intrygi i był skróconą wersją (bez pierwszej sceny) odcinka nr 13 o tym samym tytule.

## Tytuły odcinków
Wraz z powrotem serialu w nowej odsłonie zmieniła się aranżacja odcinków. Odcinki „…Jagiellonów” numerowane są ponownie od 1 (choć w oficjalnym serwisie nadawcy, TVP VOD, początkowo zachowywano ciągłość numeracji). Ponadto każdy odcinek ma swój tytuł. Podane w tabeli daty odnoszą się do pierwszej emisji telewizyjnej odcinka – nie uwzględniono prapremier dostępnych w serwisie VOD nadawcy.
| Nr odcinka                              | Data pierwszej emisji telewizyjnej | Tytuł odcinka                                      |
| --------------------------------------- | ---------------------------------- | -------------------------------------------------- |
| Korona królów: Jagiellonowie – seria 1. |                                    |                                                    |
| Pilot                                   | 26 grudnia 2022                    | Pilot / Porządki i intrygi                         |
| 1 (401)                                 | 2 stycznia 2023                    | Kto tu rządzi?                                     |
| 2 (402)                                 | 3 stycznia 2023                    | Na rozstaju dróg                                   |
| 3 (403)                                 | 4 stycznia 2023                    | Czas na zmiany                                     |
| 4 (404)                                 | 9 stycznia 2023                    | Anna z Cylii                                       |
| 5 (405)                                 | 10 stycznia 2023                   | Robaczywe jabłko                                   |
| 6 (406)                                 | 11 stycznia 2023                   | Mój brat Kain                                      |
| 7 (407)                                 | 16 stycznia 2023                   | Co ze ślubem?                                      |
| 8 (408)                                 | 17 stycznia 2023                   | Pierwsza noc                                       |
| 9 (409)                                 | 18 stycznia 2023                   | Tajemnice małżeństwa                               |
| 10 (410)                                | 23 stycznia 2023                   | Tajemniczy przybysz                                |
| 11 (411)                                | 24 stycznia 2023                   | Zdrada i kara                                      |
| 12 (412)                                | 25 stycznia 2023                   | Korona królowej                                    |
| 13 (413)                                | 30 stycznia 2023                   | Porządki i intrygi                                 |
| 14 (411)                                | 31 stycznia 2023                   | Wspierać i dbać                                    |
| 15 (415)                                | 1 lutego 2023                      | Legat                                              |
| 16 (416)                                | 6 lutego 2023                      | Wizyta papieskiego legata                          |
| 17 (417)                                | 7 lutego 2023                      | Świat na opak                                      |
| 18 (418)                                | 8 lutego 2023                      | Negocjacje                                         |
| 19 (419)                                | 13 lutego 2023                     | Opodatkujmy się                                    |
| 20 (420)                                | 14 lutego 2023                     | Najjaśniejszy plan                                 |
| 21 (421)                                | 15 lutego 2023                     | Dyskretny urok mandragory                          |
| 22 (422)                                | 20 lutego 2023                     | Zapisane w gwiazdach                               |
| 23 (423)                                | 21 lutego 2023                     | Czas strzelistych metafor                          |
| 24 (424)                                | 22 lutego 2023                     | Silny, jak nigdy dotąd                             |
| 25 (425)                                | 27 lutego 2023                     | Nic już nie będzie jak dawniej                     |
| 26 (426)                                | 28 lutego 2023                     | Ja wam jeszcze pokażę                              |
| 27 (427)                                | 1 marca 2023                       | Nieudane intrygi                                   |
| 28 (428)                                | 6 marca 2023                       | Tęskniłam za Tobą                                  |
| 29 (429)                                | 7 marca 2023                       | Król też bywa zazdrosny                            |
| 30 (430)                                | 8 marca 2023                       | Na krawędzi                                        |
| 31 (431)                                | 13 marca 2023                      | Nieudana niespodzianka                             |
| 32 (432)                                | 14 marca 2023                      | Zaraza w Krakowie                                  |
| 33 (433)                                | 15 marca 2023                      | Zaraza zabija                                      |
| 34 (434)                                | 20 marca 2023                      | Pojednanie                                         |
| 35 (435)                                | 21 marca 2023                      | Zimna wojna                                        |
| 36 (436)                                | 22 marca 2023                      | Swaty, trudne rzemiosło                            |
| 37 (437)                                | 28 marca 2023                      | Branka                                             |
| 38 (438)                                | 29 marca 2023                      | Miłosne manewry                                    |
| 39 (439)                                | 3 kwietnia 2023                    | Wybór większego zła?                               |
| 40 (440)                                | 4 kwietnia 2023                    | Z wizytą w Wilnie                                  |
| 41 (441)                                | 5 kwietnia 2023                    | Pojedynki                                          |
| 42 (442)                                | 11 kwietnia 2023                   | Między nami, kobietami                             |
| 43 (443)                                | 12 kwietnia 2023                   | Żmudź się budzi                                    |
| 44 (444)                                | 17 kwietnia 2023                   | Rycerz i wiedźma                                   |
| 45 (445)                                | 18 kwietnia 2023                   | Goście                                             |
| 46 (446)                                | 19 kwietnia 2023                   | Kolce róży                                         |
| 47 (447)                                | 24 kwietnia 2023                   | Katastrofa                                         |
| 48 (448)                                | 25 kwietnia 2023                   | Próba wody, próba miłości                          |
| 49 (449)                                | 26 kwietnia 2023                   | Oskarżona                                          |
| 50 (450)                                | 1 maja 2023                        | Proces                                             |
| 51 (451)                                | 2 maja 2023                        | Niewinna                                           |
| 52 (452)                                | 3 maja 2023                        | Co mówią gwiazdy                                   |
| 53 (453)                                | 8 maja 2023                        | Królewskie sny                                     |
| 54 (454)                                | 9 maja 2023                        | Przeczucia i niepokoje                             |
| 55 (455)                                | 10 maja 2023                       | A jednak córka                                     |
| 56 (456)                                | 11 maja 2023                       | Imię dla królewny                                  |
| 57 (457)                                | 15 maja 2023                       | Pierworodna                                        |
| 58 (458)                                | 16 maja 2023                       | Chrzciny i egzekucja                               |
| 59 (459)                                | 17 maja 2023                       | Sposób na teściową                                 |
| 60 (460)                                | 22 maja 2023                       | Dwa wesela                                         |
| 61 (461)                                | 23 maja 2023                       | Niesforny brat                                     |
| 62 (462)                                | 24 maja 2023                       | Królowa wraca do gry                               |
| 63 (463)                                | 29 maja 2023                       | Klęska głodu                                       |
| 64 (464)                                | 30 maja 2023                       | Płomienie i zgliszcza                              |
| 65 (465)                                | 31 maja 2023                       | O wojnie sprawiedliwej                             |
| 66 (466)                                | 28 sierpnia 2023                   | Powstanie na Żmudzi                                |
| 67 (467)                                | 29 sierpnia 2023                   | Pytanie bez odpowiedzi                             |
| 68 (468)                                | 30 sierpnia 2023                   | Ultimatum                                          |
| 69 (469)                                | 4 września 2023                    | Wojna                                              |
| 70 (470)                                | 6 września 2023                    | Pożegnanie                                         |
| 71 (471)                                | 11 września 2023                   | Grajmy na zwłokę                                   |
| 72 (472)                                | 12 września 2023                   | Powstanie na Żmudzi                                |
| 73 (473)                                | 13 września 2023                   | W gotowości                                        |
| 74 (474)                                | 9 lipca 202318 września 2023       | Przeprawa                                          |
| 75 (475)                                | 9 lipca 202319 września 2023       | Gra pozorów                                        |
| 76 (476)                                | 9 lipca 202320 września 2023       | Niech się zmęczą                                   |
| 77 (477)                                | 16 lipca 202325 września 2023      | Bitwa                                              |
| 78 (478)                                | 16 lipca 202326 września 2023      | Pościg                                             |
| 79 (479)                                | 27 września 2023                   | Anioł przy łożu króla                              |
| 80 (480)                                | 2 października 2023                | Królewskie tęsknoty, ukryte skarby, panieńskie łzy |
| 81 (481)                                | 3 października 2023                | Wymuszony pokój                                    |
| 82 (482)                                | 4 października 2023                | Gdzie jest Katarzyna?                              |
| 83 (483)                                | 9 października 2023                | Plotka                                             |
| 84 (484)                                | 10 października 2023               | Radość i łzy                                       |
| 85 (485)                                | 11 października 2023               | Goście                                             |
| 86 (486)                                | 16 października 2023               | Ślub Cymbarki                                      |
| 87 (487)                                | 17 października 2023               | Duch na Wawelu                                     |
| 88 (488)                                | 18 października 2023               | Fałszywy sojusznik                                 |
| 89 (489)                                | 23 października 2023               | Korona królów                                      |
| 90 (490)                                | 24 października 2023               | Uciekinierka                                       |
| 91 (491)                                | 25 października 2023               | Jak udobruchać legata?                             |
| 92 (492)                                | 30 października 2023               | Złoczyńcy                                          |
| 93 (493)                                | 6 listopada 2023                   | Dziedziczka tronu                                  |
| 94 (494)                                | 7 listopada 2023                   | Święte więzi małżeńskie                            |
| 95 (495)                                | 8 listopada 2023                   | Wielka adopcja                                     |
| 96 (496)                                | 13 listopada 2023                  | Wojna?                                             |
| 97 (497)                                | 14 listopada 2023                  | Pożegnanie Zyndrama                                |
| 98 (498)                                | 15 listopada 2023                  | Konstancja                                         |
| 99 (499)                                | 20 listopada 2023                  | Jak przechytrzyć inkwizycję?                       |
| 100 (500)                               | 22 listopada 2023                  | Zaćmienie                                          |
| 101 (501)                               | 27 listopada 2023                  | Kolce róży                                         |
| 102 (502)                               | 28 listopada 2023                  | Pierwszy dzień wiosny                              |
| 103 (503)                               | 29 listopada 2023                  | Wawelskie sieroty                                  |
| 104 (504)                               | 4 grudnia 2023                     | Satyra przeciw nikczemnościom Polaków              |
| 105 (505)                               | 5 grudnia 2023                     | Wizyta w Płocku                                    |
| 106 (506)                               | 6 grudnia 2023                     | Odrzucone zaloty                                   |
| 107 (507)                               | 11 grudnia 2023                    | Krzyk mandragory                                   |
| 108 (508)                               | 12 grudnia 2023                    | Strzały Amora                                      |
| 109 (509)                               | 13 grudnia 2023                    | Oświadczyny                                        |
| 110 (510)                               | 18 grudnia 2023                    | Przeciwko całemu światu                            |
| 111 (511)                               | 19 grudnia 2023                    | Ślub w Sanoku                                      |
| 112 (512)                               | 20 grudnia 2023                    | Niechciana królowa                                 |
| 113 (513)                               | 2 stycznia 2024                    | Kwaśne jabłka                                      |
| 114 (514)                               | 3 stycznia 2024                    | Sama wśród wrogów                                  |
| 115 (515)                               | 8 stycznia 2024                    | Buntownicy                                         |
| 116 (516)                               | 9 stycznia 2024                    | Wieczne potępienie                                 |
| 117 (517)                               | 10 stycznia 2024                   | Może jeszcze nie jest za późno                     |
| 118 (518)                               | 15 stycznia 2024                   | Będzie ślub?                                       |
| 119 (519)                               | 16 stycznia 2024                   | Zdrada                                             |
| 120 (520)                               | 17 stycznia 2024                   | Lew i maciora                                      |
| 121 (521)                               | 22 stycznia 2024                   | Wrogowie królowej                                  |
| 122 (522)                               | 23 stycznia 2024                   | Gniew Boży                                         |
| 123 (523)                               | 24 stycznia 2024                   | Kłopoty małżeńskie                                 |
| 124 (524)                               | 29 stycznia 2024                   | Ostatnia próba                                     |
| 125 (525)                               | 30 stycznia 2024                   | Pożegnanie                                         |
| Korona królów: Jagiellonowie – seria 2. |                                    |                                                    |
| 126 (526)                               | 31 stycznia 2024                   | Który z panów jest królem?                         |
| 127 (527)                               | 5 lutego 2024                      | Żona czy korona?                                   |
| 128 (528)                               | 6 lutego 2024                      | Konkury i swaty                                    |
| 129 (529)                               | 7 lutego 2024                      | Oświadczyny                                        |
| 130 (530)                               | 12 lutego 2024                     | Nie będą mi mówili co mam robić!                   |
| 131 (531)                               | 13 lutego 2024                     | Małoletni narzeczony?                              |
| 132 (532)                               | 14 lutego 2024                     | Nie ta dziewczyna?                                 |
| 133 (533)                               | 19 lutego 2024                     | Mąż dla Wasylisy?                                  |
| 134 (534)                               | 20 lutego 2024                     | Ślub                                               |
| 135 (535)                               | 21 lutego 2024                     | Poemat dla przyszłej królowej                      |
| 136 (536)                               | 26 lutego 2024                     | W niewoli zasad                                    |
| 137 (537)                               | 27 lutego 2024                     | Panny dworskie                                     |
| 138 (538)                               | 28 lutego 2024                     | Spowiedź Hinczy                                    |
| 139 (539)                               | 4 marca 2024                       | Grunwaldu nie będzie                               |
| 140 (540)                               | 5 marca 2024                       | Ostatnie ostrzeżenie                               |
| 141 (541)                               | 6 marca 2024                       | Pożegnanie Trąby                                   |
| 142 (542)                               | 11 marca 2024                      | Gra o tron biskupi                                 |
| 143 (543)                               | 12 marca 2024                      | Dwaj królowie i rycerz bez skazy                   |
| 144 (544)                               | 13 marca 2024                      | Wizyta Eryka                                       |
| 145 (545)                               | 18 marca 2024                      | Królowa Zofia                                      |
| 146 (546)                               | 19 marca 2024                      | Królewskie intrygi                                 |
| 147 (547)                               | 20 marca 2024                      | Jawne i tajne                                      |
| 148 (548)                               | 25 marca 2024                      | Zagrożenie                                         |
| 149 (549)                               | 27 marca 2024                      | Dziady                                             |
| 150 (550)                               | 2 kwietnia 2024                    | Przepowiednia                                      |
| 151 (551)                               | 3 kwietnia 2024                    | Gwóźdź z krzyża Chrystusa                          |
| 152 (552)                               | 8 kwietnia 2024                    | Kara Boża                                          |
| 153 (553)                               | 9 kwietnia 2024                    | Wiedźma na Wawelu                                  |
| 154 (554)                               | 10 kwietnia 2024                   | Przywileje szlacheckie                             |
| 155 (555)                               | 15 kwietnia 2024                   | Spóźnione oświadczyny                              |
| 156 (556)                               | 16 kwietnia 2024                   | Bunt Siemowita                                     |
| 157 (557)                               | 17 kwietnia 2024                   | Nieugaszone pragnienia                             |
| 158 (558)                               | 22 kwietnia 2024                   | Zaraza w Koronie                                   |
| 159 (559)                               | 23 kwietnia 2024                   | Wypadek na polowaniu                               |
| 160 (560)                               | 24 kwietnia 2024                   | Śmierć, chwała i hańba                             |
| 161 (561)                               | 29 kwietnia 2024                   | Braterskie długi                                   |
| 162 (562)                               | 30 kwietnia 2024                   | Drugi syn                                          |
| 163 (563)                               | 7 maja 2024                        | Kłopoty z rodziną                                  |
| 164 (564)                               | 8 maja 2024                        | Matka                                              |
| 165 (565)                               | 9 maja 2024                        | Naszyjnik królowej                                 |
| 166 (566)                               | 14 maja 2024                       | Przerwana zabawa                                   |
| 167 (567)                               | 15 maja 2024                       | Wina i kara                                        |
| 168 (568)                               | 16 maja 2024                       | Intryga Strasza                                    |
| 169 (569)                               | 21 maja 2024                       | Wyścig z czasem                                    |
| 170 (570)                               | 22 maja 2024                       | Fałszywe oskarżenie                                |
| 171 (571)                               | 23 maja 2024                       | Dowody winy                                        |
| 172 (572)                               | 28 maja 2024                       | Zatrzymani                                         |
| 173 (573)                               | 29 maja 2024                       | Rycerz królowej                                    |
| 174 (574)                               | 30 maja 2024                       | Rozterki                                           |
| 175 (575)                               | 4 czerwca 2024                     | Niepewność                                         |
| 176 (576)                               | 6 czerwca 2024                     | W drodze do Chęcin                                 |
| 177 (577)                               | 11 czerwca 2024                    | Hincza w tarapatach                                |
| 178 (578)                               | 12 czerwca 2024                    | Powrót króla                                       |
| 179 (579)                               | 13 czerwca 2024                    | Nadszarpnięte zaufanie                             |
| 180 (580)                               | 12 sierpnia 2024                   | Ostatni rycerz                                     |
| 181 (581)                               | 13 sierpnia 2024                   | Węgierskie intrygi                                 |
| 182 (582)                               | 14 sierpnia 2024                   | Gry wojenne                                        |
| 183 (583)                               | 15 sierpnia 2024                   | Zostawiam Wawel w twoich rękach                    |
| 184 (584)                               | 16 sierpnia 2024                   | Zjazd władców                                      |
| 185 (585)                               | 19 sierpnia 2024                   | Taniec świętego Wita                               |
| 186 (586)                               | 20 sierpnia 2024                   | Królowa zabiera głos                               |
| 187 (587)                               | 21 sierpnia 2024                   | Trzy poselstwa                                     |
| 188 (588)                               | 22 sierpnia 2024                   | Korona dla Witolda                                 |
| 189 (589)                               | 23 sierpnia 2024                   | W rękach inkwizycji                                |
| 190 (590)                               | 26 sierpnia 2024                   | Walka o życie                                      |
| 191 (591)                               | 27 sierpnia 2024                   | Tron dla Władysława, wolność dla Hinczy            |
| 192 (592)                               | 28 sierpnia 2024                   | Wizyta siostry                                     |
| 193 (593)                               | 29 sierpnia 2024                   | Wyprawa po złote runo                              |
| 194 (594)                               | 30 sierpnia 2024                   | Król Witold                                        |
| 195 (595)                               | 3 września 2024                    | Pożegnanie                                         |
| 196 (596)                               | 4 września 2024                    | Więzień brata                                      |
| 197 (597)                               | 6 września 2024                    | Odsiecz                                            |
| 198 (598)                               | 10 września 2024                   | Wolność dla króla                                  |
| 199 (599)                               | 11 września 2024                   | Ręka na zgodę                                      |
| 200 (600)                               | 12 września 2024                   | Znaki                                              |
| 201 (601)                               | 13 września 2024                   | Śpiew słowika                                      |
| 202 (602)                               | 17 września 2024                   | Jadwiga odchodzi                                   |
| 203 (603)                               | 19 września 2024                   | Oskarżenie i oczyszczenie                          |
| 204 (604)                               | 20 września 2024                   | Zgody nie będzie                                   |
| 205 (605)                               | 24 września 2024                   | Pchły na Wawelu                                    |
| 206 (606)                               | 25 września 2024                   | Porwanie                                           |
| 207 (607)                               | 26 września 2024                   | Husytom wstęp wzbroniony!                          |
| 208 (608)                               | 27 września 2024                   | Polowanie na biskupa                               |
| 209 (609)                               | 1 października 2024                | Nie ma innego wyjścia                              |
| 210 (610)                               | 2 października 2024                | Zamach na Litwie                                   |
| 211 (611)                               | 3 października 2024                | Zabawa w chowanego                                 |
| 212 (612)                               | 4 października 2024                | Otoczeni przez wrogów                              |
| 213 (613)                               | 8 października 2024                | Wojna z Zakonem                                    |
| 214 (614)                               | 9 października 2024                | Stary przyjaciel odchodzi                          |
| 215 (615)                               | 10 października 2024               | Bratanek                                           |
| 216 (616)                               | 11 października 2024               | Uwięzieni                                          |
| 217 (617)                               | 16 października 2024               | Pokój z Zakonem                                    |
| 218 (618)                               | 17 października 2024               | Biskup upomina króla                               |
| 219 (619)                               | 18 października 2024               | Słowik                                             |
| 220 (620)                               | 22 października 2024               | Gorączka                                           |
| 221 (621)                               | 23 października 2024               | Pożegnanie                                         |
| 222 (622)                               | 24 października 2024               | Kondukt                                            |
| 223 (623)                               | 25 października 2024               | Pogrzeb                                            |
| 224 (624)                               | 29 października 2024               | Królowa kontra biskup                              |
| 225 (625)                               | 30 października 2024               | Bunt w Opatowie                                    |
| 226 (626)                               | 31 października 2024               | Niech żyje król !                                  |
| 227 (627)                               | 5 listopada 2024                   | Punkt dla królowej                                 |
| 228 (628)                               | 6 listopada 2024                   | Trudne rozstanie                                   |
| 229 (629)                               | 7 listopada 2024                   | Dziersław w tarapatach                             |
| 230 (630)                               | 8 listopada 2024                   | Kolędnicy                                          |
| 231 (631)                               | 12 listopada 2024                  | Ucieczka                                           |
| 232 (632)                               | 13 listopada 2024                  | Świdrygiełło planuje odwet                         |
| 233 (633)                               | 14 listopada 2024                  | Utopiec                                            |
| 234 (634)                               | 19 listopada 2024                  | Zmiana warty                                       |
| 235 (635)                               | 20 listopada 2024                  | Niecodzienne swaty                                 |
| 236 (636)                               | 21 listopada 2024                  | Cudowne widzenie                                   |
| 237(637)                                | 22 listopada 2024                  | Spiskowcy                                          |
| 238(638)                                | 26 listopada 2024                  | Grzesznicy                                         |
| 239(639)                                | 27 listopada 2024                  | Wyprawa po koronę                                  |
| 240(640)                                | 28 listopada 2024                  | Biskup szuka dowodów                               |
| 241(641)                                | 29 listopada 2024                  | Pocałunek                                          |
| 242 (642)                               | 3 grudnia 2024                     | Wyprawa po czeską koronę                           |
| 243 (643)                               | 4 grudnia 2024                     | Smak porażki                                       |
| 244 (644)                               | 5 grudnia 2024                     | Vivat rex!                                         |
| 245 (645)                               | 6 grudnia 2024                     | Rękawiczka                                         |
| 246 (646)                               | 10 grudnia 2024                    | Konfederaci                                        |
| 247 (647)                               | 11 grudnia 2024                    | Grotniki                                           |
| 248 (648)                               | 12 grudnia 2024                    | Wyrzuty sumienia                                   |
| 249 (649)                               | 13 grudnia 2024                    | Śmierć w Wilnie, miłość w Sanoku                   |
| 250 (650)                               | 17 grudnia 2024                    | Dwa trony                                          |

## Taka historia…
Korona królów. Taka historia… to program mający na celu edukację historyczną. Premierowe odcinki emitowane były w piątki o godz. 18.30, począwszy od 7 września 2018 roku. Narratorem i prezenterem każdego odcinka jest Wojciech Żołądkowicz – odtwórca roli księcia Olgierda Giedyminowicza. Druga seria emitowana jest pod tytułem Korona królów. Jagiellonowie. Taka historia…, co ma związek ze zmianą tytułu głównego serialu począwszy od serii czwartej. Odcinki emitowane są od 7 stycznia 2023 roku w soboty o godz. 16.20.

### Spis odcinków
| Nr                                          | #  | Premiera             | Tytuł odcinka                                                           |
| ------------------------------------------- | -- | -------------------- | ----------------------------------------------------------------------- |
| Korona królów. Taka historia                |    |                      |                                                                         |
| 1                                           | 1  | 7 września 2018      | Pewnego razu w średniowiecznej Polsce                                   |
| 2                                           | 2  | 14 września 2018     | Król w podróży, czyli logistyka wypraw królewskich                      |
| 3                                           | 3  | 21 września 2018     | Od poganki do królowej. Aldona Anna Giedyminówna                        |
| 4                                           | 4  | 28 września 2018     | Kat w średniowiecznym Krakowie                                          |
| 5                                           | 5  | 5 października 2018  | Wielka matka wielkiego króla. Jadwiga Kaliska                           |
| 6                                           | 6  | 12 października 2018 | Książę Bolko. Władca Świdnicy                                           |
| 7                                           | 7  | 19 października 2018 | Nie od razu Kraków zbudowano...                                         |
| 8                                           | 8  | 26 października 2018 | Pozycja kobiet w średniowieczu                                          |
| 9                                           | 9  | 2 listopada 2018     | Memento Mori                                                            |
| 10                                          | 10 | 9 listopada 2018     | Doradcy królewscy                                                       |
| 11                                          | 11 | 23 listopada 2018    | Średniowieczny handel                                                   |
| 12                                          | 12 | 30 listopada 2018    | Rozrywki w średniowiecznym mieście                                      |
| 13                                          | 13 | 7 grudnia 2018       | Ars medicina, czyli jak leczono w średniowieczu                         |
| 14                                          | 14 | 14 grudnia 2018      | Mieczem czy słowem? Czyli wojny Kazimierza Wielkiego                    |
| 15                                          | 15 | 21 grudnia 2018      | Wokół stołu                                                             |
| 16                                          | 16 | 28 grudnia 2018      | Co z tymi Krzyżakami?                                                   |
| 17                                          | 17 | 4 stycznia 2019      | Dwór królewski, czyli blask majestatu                                   |
| 18                                          | 18 | 11 stycznia 2019     | Sprawa Wschowy                                                          |
| 19                                          | 19 | 25 stycznia 2019     | Sądownictwo i porządek publiczny w XIV-wiecznej Polsce                  |
| 20                                          | 20 | 1 lutego 2019        | Biskup krakowski Jan Grotowic                                           |
| 21                                          | 21 | 8 lutego 2019        | Czary, magia, zabobony                                                  |
| 22                                          | 22 | 15 lutego 2019       | Kochali się czy nie kochali                                             |
| 23                                          | 23 | 22 lutego 2019       | Królestwo Polskie a Wittelsbachowie                                     |
| 24                                          | 24 | 1 marca 2019         | Jasne, ciemne, dubeltowe lub marcowe                                    |
| 25                                          | 25 | 8 marca 2019         | Król na łowach                                                          |
| 26                                          | 26 | 15 marca 2019        | Przed wielką Unią... Relacje polsko-litewskie w XIV wieku               |
| 27                                          | 27 | 22 marca 2019        | Uniwersytet w Krakowie                                                  |
| 28                                          | 28 | 29 marca 2019        | Rozwody w średniowieczu                                                 |
| 29                                          | 29 | 5 kwietnia 2019      | Elżbieta Łokietkówna – żona, matka, królowa                             |
| 30                                          | 30 | 12 kwietnia 2019     | Szlachta, herby, rody                                                   |
| 31                                          | 31 | 19 kwietnia 2019     | Rycerstwo śląskie                                                       |
| 32                                          | 32 | 26 kwietnia 2019     | Cudzoziemcy za czasów Kazimierza Wielkiego                              |
| 33                                          | 33 | 3 maja 2019          | Duchowieństwo w XIV w.                                                  |
| 34                                          | 34 | 10 maja 2019         | Dynastia Luksemburgów                                                   |
| 35                                          | 35 | 17 maja 2019         | Andegawenowie                                                           |
| 36                                          | 36 | 24 maja 2018         | Kobiety Kazimierza                                                      |
| 37                                          | 37 | 31 maja 2019         | Sukcesja tronu polskiego                                                |
| 38                                          | 38 | 7 czerwca 2019       | Uczta u Wierzynka                                                       |
|                                             |    |                      |                                                                         |
| 39                                          | 39 | 6 września 2019      | Pomnik Kazimierza Wielkiego                                             |
| 40                                          | 40 | 20 września 2019     | Precz z Węgrami                                                         |
| 41                                          | 41 | 27 września 2019     | Wąż i krzyż – wieczna pamięć księcia Olgierda                           |
| 42                                          | 42 | 4 października 2019  | Ostatni krzyk mody                                                      |
| 43                                          | 43 | 11 października 2019 | Opolczyk – droga do namiestnika                                         |
| 44                                          | 44 | 18 października 2019 | Służby specjalne                                                        |
| 45                                          | 45 | 25 października 2019 | Janko z Czarnkowa – kronikarz czy awanturnik                            |
| 46                                          | 46 | 8 listopada 2019     | Dziedzice i bękarci – dzieci w średniowieczu                            |
| 47                                          | 47 | 15 listopada 2019    | Wallenrodyzm                                                            |
| 48                                          | 48 | 29 listopada 2019    | Gadżeciarze – broń do walki, łowów i ozdoby                             |
| 49                                          | 49 | 6 grudnia 2019       | Sól – złoto Wieliczki                                                   |
| 50                                          | 50 | 13 grudnia 2019      | Przepisy z Wawelu                                                       |
| 51                                          | 51 | 20 grudnia 2019      | Dary Średniowiecza                                                      |
| 52                                          | 52 | 27 grudnia 2019      | Szlachcic Na Zagrodzie                                                  |
| 53                                          | 53 | 3 stycznia 2020      | Zapachy i Smrody Średniowiecza                                          |
| 54                                          | 54 | 10 stycznia 2020     | Czarne Charaktery                                                       |
| 55                                          | 55 | 17 stycznia 2020     | Kultura Obrazkowa                                                       |
| 56                                          | 56 | 31 stycznia 2020     | Medyk, wiedźma i kat – średniowieczna służba zdrowia                    |
| 57                                          | 57 | 7 lutego 2020        | Dwa dwory w jednym kierunku                                             |
| 58                                          | 58 | 14 lutego 2020       | Rozkwit Pragi, początki Wiednia                                         |
| 59                                          | 59 | 21 lutego 2020       | Muzyka, instrumenty, tańce                                              |
| 60                                          | 60 | 6 marca 2020         | Jak zostać świętą w XIII wieku?                                         |
| 61                                          | 61 | 13 marca 2020        | Dzień z życia mieszczanina krakowskiego                                 |
| 62                                          | 62 | 20 marca 2020        | Historia czy plotka – kroniki średniowiecza                             |
| 63                                          | 63 | 27 marca 2020        | Kim był pasamonik?                                                      |
| 64                                          | 64 | 3 kwietnia 2020      | Jak to jest być królem?                                                 |
| 65                                          | 65 | 17 kwietnia 2020     | O zachowaniu się przy stole                                             |
|                                             |    |                      |                                                                         |
| 66                                          | 66 | 4 września 2020      | Lustereczko powiedz przecie...                                          |
| 67                                          | 67 | 11 września 2020     | De vita activa                                                          |
| 68                                          | 68 | 18 września 2020     | Bliskie spotkania z mistrzem małodobrym                                 |
| 69                                          | 69 | 25 września 2020     | Psałterz Floriański i inne zabytki związane z królową Jadwigą           |
| 70                                          | 70 | 2 października 2020  | Średniowieczny Wawel                                                    |
| 71                                          | 71 | 9 października 2020  | Cała władza w rękach Rzymu                                              |
|                                             |    |                      |                                                                         |
| 72                                          | 72 | 27 grudnia 2022      | Karczemne sprawki                                                       |
| 73                                          | 73 | 28 grudnia 2022      | Niedźwiedź na Wawelu, czyli zwierzęta w średniowieczu                   |
| 74                                          | 74 | 29 grudnia 2022      | Średniowieczne taktyki wojenne                                          |
| 75                                          | 75 | 30 grudnia 2022      | Kto do piekła, a kto do nieba?                                          |
| Korona królów. Jagiellonowie. Taka historia |    |                      |                                                                         |
| 76                                          | 1  | 7 stycznia 2023      | Jadwiga Andegaweńska: pamięć silniejsza niż grób                        |
| 77                                          | 2  | 21 stycznia 2023     | Jagiełło – życie po Jadwidze                                            |
| 78                                          | 3  | 28 stycznia 2023     | Klasztor lub ślub                                                       |
| 79                                          | 4  | 4 lutego 2023        | Króla podróże małe i duże                                               |
| 80                                          | 5  | 11 lutego 2023       | Mikołaj Trąba – niezawodny przyjaciel                                   |
| 81                                          | 6  | 25 lutego 2023       | Rzecz o sztuce dyplomacji                                               |
| 82                                          | 7  | 4 marca 2023         | Możni na Wawelu                                                         |
| 83                                          | 8  | 11 marca 2023        | Jak zostać królową?                                                     |
| 84                                          | 9  | 18 marca 2023        | O modzie i urodzie                                                      |
| 85                                          | 10 | 25 marca 2023        | Gesty i słowa, czyli jak król wyrażał swoje zdanie w średniowieczu      |
| 86                                          | 11 | 1 kwietnia 2023      | Morowe powietrze                                                        |
| 87                                          | 12 | 8 kwietnia 2023      | Dwórki, służki i matrony                                                |
| 88                                          | 13 | 15 kwietnia 2023     | Wielcy mistrzowie zakonu                                                |
| 89                                          | 14 | 22 kwietnia 2023     | „Kupię, sprzedam i zarządzę”, czyli interesy w średniowiecznym Krakowie |
| 90                                          | 15 | 29 kwietnia 2023     | Kłopoty z czasem                                                        |
| 91                                          | 16 | 20 maja 2023         | Skarbiec królewski                                                      |
| 92                                          | 17 | 27 maja 2023         | Praktyczna magia                                                        |
| 93                                          | 18 | 3 czerwca 2023       | Komu topór, komu sznur?                                                 |
|                                             |    |                      |                                                                         |
| 94                                          | 19 | 31 sierpnia 2023     | Kobieta w średniowieczu                                                 |
| 95                                          | 20 | 7 września 2023      | Rycerskie rozrywki                                                      |
| 96                                          | 21 | 14 września 2023     | Co mówią gwiazdy?                                                       |
| 97                                          | 22 | 5 października 2023  | O pieniądzu w średniowieczu                                             |
| 98                                          | 23 | 12 października 2023 | Dwór                                                                    |
| 99                                          | 24 | 19 października 2023 | Mistrz drugiego planu, czyli rzecz o Świdrygielle                       |
| 100                                         | 25 | 21 września 2023     | Wojna z Zakonem prawdy i mity                                           |
| 101                                         | 26 | 28 września 2023     | Bitwa pod Grunwaldem: kto, kogo i kiedy?                                |
| 102                                         | 27 | 26 października 2023 | Jak rycerz szedł na wojnę?                                              |
| 103                                         | 28 | 2 listopada 2023     | O kanclerzu to i owo                                                    |
| 104                                         | 29 | 9 listopada 2023     | Wszyscy Święci Pańscy                                                   |
| 105                                         | 30 | 16 listopada 2023    | Dusza z ciała uleciała                                                  |
| 106                                         | 31 | 23 listopada 2023    | I komu koza winna? O zwierzętach w średniowieczu                        |
| 107                                         | 32 | 30 listopada 2023    | Unia w Horodle: kto, z kim i dlaczego?                                  |
| 108                                         | 33 | 7 grudnia 2023       | Procesy o czary                                                         |
| 109                                         | 34 | 14 grudnia 2023      | Uczyć się czy nie? Rzecz o odnowieniu Uniwersytetu Krakowskiego         |
| 110                                         | 35 | 21 grudnia 2023      | Kto kogo wykurzy, czyli o Żmudzi, Podolu i Drezdenku                    |
| 111                                         | 36 | 28 grudnia 2023      | Polegać na kimś jak na Zawiszy                                          |
|                                             |    |                      |                                                                         |
| 112                                         | 37 | 7 marca 2024         | Piastowie mazowieccy                                                    |
| 113                                         | 38 | 14 marca 2024        | Złaź pan z tego muru, czyli o oblężeniach w średniowieczu               |
| 114                                         | 39 | 21 marca 2024        | O co chodzi z tym soborem                                               |
| 115                                         | 40 | 28 marca 2024        | Zygmunt Luksemburski                                                    |
| 116                                         | 41 | 4 kwietnia 2024      | Pan Ciołek i jego satyra                                                |
| 117                                         | 42 | 11 kwietnia 2024     | Elżbieta Granowska                                                      |

## Kuchnia Jagiellonów
Kuchnia Jagiellonów to program kulinarny z akcentami historycznymi.

### Spis odcinków
| Nr | Pierwsza emisja na antenie TVP1 | Tytuł odcinka                                                                       |
| -- | ------------------------------- | ----------------------------------------------------------------------------------- |
| 1  | 1 września 2023                 | Królowa Jadwiga i kuchnia europejskiej arystokracji                                 |
| 2  | 8 września 2023                 | Jogajła. Kulinarne dziedzictwo Litwy                                                |
| 3  | 15 września 2023                | W przededniu unii. Panorama kulinarna Korony i Litwy                                |
| 4  | 22 września 2023                | Jadwiga i Jagiełło. Fuzja jadłospisów                                               |
| 5  | 29 września 2023                | Synowie Jagiełły początek ekspansji. Smaki od morza do morza                        |
| 6  | 13 października 2023            | W stolicy państwa krzyżackiego kuchnia fusion najlepsza w Europie                   |
| 7  | 20 października 2023            | Królewicze i królewny. Kuchnia wszędzie, kuchnia zewsząd                            |
| 8  | 27 października 2023            | Moskwa, Krym i Karaimi                                                              |
| 9  | 3 listopada 2023                | Długie rządy Zygmunta Starego kosmopolityczna kuchnia renesansu w szczytowej formie |
| 10 | 10 listopada 2023               | Włoskie szaleństwo. Co przywiozła, a czego nie przywiozła Bona                      |
| 11 | 17 listopada 2023               | Od Smoleńska po Madryt                                                              |
| 12 | 24 listopada 2023               | Bliskie spotkania kulinarne, czyli: Turcy za granicą                                |
| 13 | 1 grudnia 2023                  | Rzeczpospolita Obojga Narodów, czyli kuchnia złotego wieku                          |
| 14 | 8 grudnia 2023                  | Nowocześnie i zdrowo, czyli herbarze i zielniki                                     |
| 15 | 26 stycznia 2024                | Kuchnia Anny Jagiellonki, czyli: między Francją, a Włochami                         |
| 16 | 2 lutego 2024                   | Siostry na tronach Europy, czyli kuchnia Jagiellonek                                |
| 17 | 29 grudnia 2023                 | Wazowie – Jagiellonowie po kądzieli, czyli kuchnia przełomu                         |
| 18 | 5 stycznia 2024                 | Wazowie, czyli francuska kuchnia na polskim stole                                   |
| 19 | 12 stycznia 2024                | Z dala od pałacu, czyli kuchnia dworu polskiego                                     |
| 20 | 19 stycznia 2024                | Compendium Ferculorum, czyli pierwsza polska książka kucharska                      |
| 21 | 22 grudnia 2023                 | Wigilia, czyli kuchnia postna: kuchnia polska                                       |
| 22 | 15 grudnia 2023                 | Boże Narodzenie, czyli kuchnia bogactwa                                             |

## Założenia
Początkowo sztandarową produkcją historyczną Telewizji Polskiej miał być serial Korona królowej, którego scenarzystkami były Maria Ciunelis i Agata Danielowska, zaś konsultantem historycznym dr hab. Jerzy Pysiak. Projekt scenariusza Korony królowej został pozytywnie zaopiniowany przez profesorów Henryka Samsonowicza i Krzysztofa Ożóga.
Serial zapowiadany był przez Telewizję Polską jako największa produkcja tej telewizji od 30 lat. Jej głównym celem ma być edukacja historyczna. Prezes TVP Jacek Kurski zaznaczył, że serial nie będzie tak wysokobudżetowy, jak zachodnie seriale historyczne.

## Odbiór
| Seria (Okres) | Seria (Okres)    | Liczba widzów | Udział | Źródło |
| ------------- | ---------------- | ------------- | ------ | ------ |
| 1.            | 1.               | 2,05 mln      | 16,29% | [ 45 ] |
| 2.            | 2.               | 1,39 mln      | 11,57% | [ 46 ] |
| 3.            | 2019/2020        | 1,36 mln      | 10,75% | [ 47 ] |
| 3.            | jesień 2020      | 993 tys.      | 9,58%  | [ 48 ] |
| 4.            | zima-wiosna 2023 | 1,19 mln      | 9,11%  | [ 49 ] |

Serial Korona królów na początku jego emisji spotkał się ze zróżnicowanymi opiniami, w przeważającej części raczej negatywnymi. Szybko stał się obiektem licznych memów w Internecie. Obok krytycznych uwag dotyczących kwestii produkcyjnych i merytorycznych, zwracano uwagę na niewygórowane nakłady budżetowe oraz na uzasadnioną celowość tworzenia serialu ukazującego średniowieczną Polskę. Z uwagi na realizację serialu przez telewizję publiczną podporządkowaną rządowi Prawa i Sprawiedliwości, odbiór serialu stał się w znacznej mierze pochodną poglądów politycznych i był on broniony głównie przez prawicowych komentatorów sprzyjających rządowi, a także samych polityków PiS (m.in. Krystynę Pawłowicz), którzy krytykowali zarazem osoby krytykujące serial. Wśród nich, Michał Karnowski ocenił, że „historia Polski opowiadana jest z miłością, dumą, ale bez infantylizmu”, a krytyków nazwał cynicznymi „rechociarzami”. Serial TVP chwalony był także, a jego krytycy dezawuowani przez zespół Wiadomości. Mimo to, część publicystów kojarzonych z prawicą, jak Łukasz Warzecha czy Sławomir Cenckiewicz, również krytykowała poziom artystyczny i wykonanie serialu. Wiceminister kultury Paweł Lewandowski w jednym z wpisów w serwisie Twitter stwierdził, że „zgnił” kiedy zobaczył trzeci odcinek pierwszej serii. Wpis został usunięty, a sam wiceminister pogratulował później wyników oglądalności wspomnianego odcinka.
W krytycznej opinii Tomasza Lisa reżyseria produkcji została oceniona jako kiepska, scenariusz – fatalny, scenografia – parciana, obsada – nędzna, a kostiumy – kiepskie. Aneta Kyzioł w recenzji w tygodniku „Polityka” oceniła serial na 1 na 6 punktów, stwierdzając, że średniowiecze w nim przedstawione „przypomina to z parodii Monty Pythona z tą różnicą, że tu wszystko jest na – bardzo – serio i są prawdziwe konie”. Negatywnie oceniła grę aktorską, charakteryzację i dialogi („nieporadni aktorzy w niedopasowanych perukach i kostiumach wygłaszają drewniane dialogi”). Z negatywnym odbiorem spotkało się m.in. luźne oparcie serialu na faktach, przez co porównywany był on do tureckiej telenoweli Wspaniałe stulecie. Widzowie zwracali uwagę na niekonsekwencje, np. to, że Litwini w niektórych scenach rozmawiają ze sobą po litewsku, a w innych po polsku. W związku z umiarkowanym budżetem serialu krytykowano również, że dwór królewski składa się z „kilkunastu osób”, a ślub Kazimierza to „kameralna uroczystość w małej salce”.
Przychylne zdanie o serialu wyraził Piotr Zaremba, który uznał zmasowaną krytykę serialu za motywowaną politycznie oraz według którego, przy pewnych niedoskonałościach produkcji, należy dostrzec jej pozytywy, które zaprezentowane w formie telenoweli historycznej ukazują dawną historię Polski szerokiej widowni.
Według analizy branżowego portalu wirtualnemedia.pl, największą oglądalność osiągnęły dwa pierwsze odcinki telenoweli wyemitowane 1 stycznia 2018 – obejrzało je kolejno 3,64 i 3,78 mln osób. Przez pierwszy tydzień emisji serial śledziło 3,05 mln widzów.

### Nagrody
- 2021, Festiwal Kultury Narodowej (Pamięć i Tożsamość) w Warszawie, Platynowy Ryngraf dla Haliny Łabonarskiej[57];
- 2023, Festiwal Kultury Narodowej (Pamięć i Tożsamość) w Warszawie, Złoty Ryngraf w kategorii Film i serial fabularny[58].

## Logo ekranowe

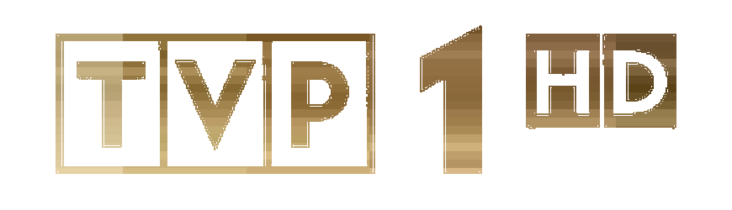
Przybliżona wizualizacja loga TVP1 HD podczas emisji serialu „Korona królów”

Podczas emisji każdego odcinka „Korony królów” logo TVP1, TVP Polonii, TVP HD i TVP Seriale przybierało kolor złoty, nawiązując tym samym do czcionki napisów użytych w serialu. Ponadto podczas emisji premierowych odcinków na antenie TVP1, napis PREMIERA stawał się złoty i zyskiwał czcionkę taką samą, jak w napisach.